# Thomas Cochrane (10e comte de Dundonald)
Vous lisez un « article de qualité » labellisé en 2010.
Pour les articles homonymes, voir Thomas Cochrane et Almirante Cochrane.
Thomas Cochrane (né le 14 décembre 1775 à Annesfield, Hamilton (Écosse) et mort le 31 octobre 1860 à Londres), 10e comte de Dundonald, est un amiral et homme politique britannique, à la carrière émaillée de controverses. Il est le modèle de nombreux héros de romans sur la Royal Navy, parmi lesquels Horatio Hornblower, créé par C. S. Forester, et Jack Aubrey, personnage principal des romans de Patrick O'Brian et du film qui en a été tiré en 2003, Master and Commander : De l'autre côté du monde.
Fils d'un comte écossais ruiné, Thomas Cochrane entra très jeune dans la marine britannique. Très doué, il monta rapidement en grade et s'illustra aussi bien comme navigateur que comme tacticien. Cependant, sa nature hautaine lui valut des difficultés. Son premier vrai commandement, en 1800-1801, sur le brick HMS Speedy, lui permit de capturer plus de cinquante navires ennemis en un peu plus d'un an, dont une frégate espagnole trois fois plus puissante, la Gamo. Il s'illustra ensuite en 1804-1806 avec la frégate HMS Pallas. Son navire endommagé, il s'engagea en politique, se présentant au parlement britannique sous l'étiquette « radical ». Élu, il tenta de s'attaquer à la corruption au Parlement et à l'Amirauté. Il retrouva très vite un commandement en Méditerranée, où il ravagea les côtes françaises et espagnoles, en 1807-1808, à bord de sa frégate HMS Imperieuse. En avril 1809, son utilisation des brûlots à la bataille de l'île d'Aix aurait pu être destructrice pour l'escadre française si son amiral avait réalisé sa part du plan. Cochrane ne réussit pas à le faire condamner en cour martiale. Il revint alors au parlement pour tenter de réformer le fonctionnement de l'Amirauté. Sa campagne porta ses fruits au cours des décennies qui suivirent.
Mêlé à son insu à une fraude boursière organisée en 1814 par un de ses oncles, il fut chassé de la Navy et du Parlement, condamné à une amende et à la prison. Réélu alors qu'il était emprisonné, il tenta de poursuivre sa carrière politique mais souffrit de plus en plus d'attaques et de rumeurs. Il accepta alors la proposition que lui firent les « patriotes chiliens » d'organiser et commander leur marine. Arrivé à Valparaíso en novembre 1818, il reprit la guerre de côtes à laquelle il excellait. Ainsi, en février 1820, avec le militaire français Jorge Beauchef, il attaqua et captura Valdivia. Il participa ensuite à l'expédition pour libérer le Pérou de 1820-1821. Il permit ainsi à José de San Martín d'en proclamer l'indépendance. À nouveau, comme au Royaume-Uni, sa personnalité se heurta à celles des hommes politiques. Il préféra partir plutôt que de prendre parti dans la guerre civile qui s'annonçait au Chili. Il se mit alors dix-huit mois au service de Pierre Ier et de la marine brésilienne.
À l'automne 1825, alors qu'il était de retour en Grande-Bretagne, il fut contacté par la Grèce insurgée. Il se fit payer très cher son engagement. Il fut essentiel dans la construction et la livraison du premier navire de guerre à vapeur de Méditerranée, la Kartería, qui rendit de grands services à la Grèce. Après avoir supervisé les constructions des navires qu'il avait commandés pour la Grèce, il arriva dans ce pays en mars 1827. Sa réputation eut cependant plus d'efficacité que ses actions militaires. Il fut ainsi rendu responsable du désastre de Phalère. Il resta un peu plus d'un an en Grèce pour la quitter définitivement en décembre 1828.
De retour au Royaume-Uni, il réussit à obtenir du nouveau roi Guillaume IV et du gouvernement whig son pardon et sa réintégration dans la Royal Navy le 2 mai 1832. Il se lança alors dans la recherche scientifique et son application à la marine, principalement à vapeur. Il ne servit plus que rarement à bord d'un navire. De son commandement de l'escadre des Antilles à la fin des années 1840, il ramena l'idée d'utiliser l'asphalte pour recouvrir les rues. Il mourut chez lui en 1860 et est enterré dans l'abbaye de Westminster.

## Biographie

### Famille et éducation

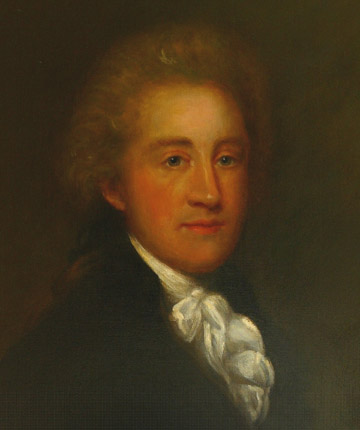
Archibald Cochrane, le neuvième comte de Dundonald, père de Thomas Cochrane.

Thomas Cochrane était le fils aîné d'Archibald Cochrane, le neuvième comte de Dundonald (1748–1831), et de son épouse Anne Gilchrist (1755–1784). Il était le neveu de l'amiral Alexander Forrester Inglis Cochrane et du membre du Parlement Andrew Cochrane-Johnstone. Archibald Cochrane, hérita surtout des dettes familiales. Il dépensa aussi beaucoup dans ses recherches chimiques. Il inventa pratiquement en même temps que Nicolas Leblanc un procédé de fabrication de carbonate de sodium à partir de sel. Finalement, ses associés préférèrent le procédé Leblanc et firent fortune sans lui. Il inventa aussi une catalyse facilitant la distillation de goudron de houille dont il déposa le brevet en 1781. Hormis l'éclairage urbain, il envisagea d'utiliser son invention pour protéger les coques des navires de bois. L'entreprise qu'il avait créée ne fit la fortune de ses associés qu'après sa mort. Il en fut de même pour ses découvertes chimiques pouvant servir à l'industrie textile : il n'avait pas les moyens financiers de les appliquer. Thomas Cochrane avait au moins trois frères : William Erskine Cochrane qui servit dans l'armée britannique, Archibald Cochrane qui servit dans la Navy, et Basil Cochrane,,,.
Les finances paternelles ne permettaient pas d'envoyer les fils dans un quelconque établissement scolaire. De même, Archibald Cochrane était trop occupé par ses recherches pour se soucier de l'éducation de ses fils. Ce fut donc la grand-mère maternelle de Thomas Cochrane, Mrs Gilchrist, qui finança le recrutement de toute une série de précepteurs, dont aucun ne fut apparemment très satisfaisant. Au-delà de quelques connaissances de base acquises de cette façon, il semble surtout que les fils Cochrane se fussent élevés seuls au grand air,.
Dès son plus jeune âge, Thomas Cochrane était destiné à l'armée par son père qui l'avait inscrit dès 1788 à l'académie militaire Chauvet de Londres, où il put rattraper les années d'éducation qu'il n'avait pas eues. Dans le même temps, une charge d'officier au 104e régiment d'infanterie lui fut achetée, par l'intermédiaire d'Andrew Cochrane-Johnstone. Par ailleurs, dès 1780, son autre oncle, Alexander Cochrane, l'inscrivit parmi les membres d'équipage du navire de guerre qu'il commandait, afin qu'il pût, le cas échéant, se prévaloir des six ans de présence à bord d'un navire nécessaires à l'obtention d'un brevet d'officier de marine. Après avoir commencé son entraînement militaire au 104e régiment, Thomas Cochrane déclara qu'il préférerait servir dans la marine et son père finit par céder. Il semblerait que les problèmes financiers familiaux aient joué un rôle dans cette décision. Archibald Cochrane se rendit en effet compte qu'il ne pourrait acheter de brevet d'officier pour tous ses fils. On sait peu de choses de la vie du jeune Thomas dans les trois ans qui suivirent. Il semble qu'il soit retourné dans la maison familiale en Écosse où il aurait avidement lu tous les livres lui tombant sous la main,,.
Thomas Cochrane avait donc tenu tête victorieusement à son père, un homme ruiné financièrement. Il acquit ainsi ses principaux traits de caractère : une très grande confiance en lui, un manque de respect pour toute autorité et une obsession pour l'argent afin de ne jamais en manquer.
Le 8 août 1812, à Annan, en Écosse, Thomas Cochrane épousa secrètement et civilement Katherine Corbett Barnes (1796 ? – 1865), une jeune orpheline de seize ou dix-sept ans. Ils s'étaient enfuis car la famille Cochrane espérait faire faire un riche mariage à l'héritier du titre. Ce mariage secret et civil fut entaché de doutes, tout comme la légitimité de leur fils aîné Thomas Barnes Cochrane, lorsqu'il s'agit pour lui d'hériter du titre et de la fortune familiale. Les époux firent deux autres cérémonies de mariage : l'une anglicane en juin 1818 et l'autre presbytérienne en 1825. Katherine Cochrane accompagna plus tard son mari en Amérique latine, mais pas en Grèce. Pendant qu'il combattait pour la Grèce insurgée, Thomas Cochrane confia la gestion de ses affaires à Lord Auckland. Celui-ci eut alors une liaison avec Katherine Cochrane. Le couple eut six enfants dont cinq survivants, quatre garçons et une fille : Thomas Barnes Cochrane, capitaine de l'armée britannique puis membre du Parlement (1814-1885), William Horatio Barnado Cochrane, officier du 92e Gordon Highlanders (1818-1900), Elizabeth Katherine Cochrane (mars 1820-mars 1821), Katherine Elizabeth Cochrane (1822?-1869), Sir Arthur Auckland Leopold Pedro Cochrane, amiral de la Royal Navy KCB (1824-1905), Ernest Gray Lambton Cochrane, capitaine de la Royal Navy et High Sheriff du comté de Donegal (1834-1911),,,.

### Formation navale et guerres révolutionnaires
Thomas Cochrane rejoignit la Royal Navy le 28 juillet 1793, à bord de la frégate de 6e rang HMS Hind que commandait son oncle. Il y fut l'élève du premier lieutenant, sorti des rangs, John Larmour, surnommé Jack, grâce à qui il devint un excellent marin, ayant fait le tour de tous les postes à bord d'un navire. Maître et élève passèrent en octobre sur la frégate de 5e rang HMS Thetis stationnée d'abord en mer du Nord puis en Atlantique Nord. Thomas Cochrane fut promu « acting-lieutenant » en janvier 1795, mais n'eut officiellement le grade de lieutenant que le 24 mai 1796, quand il eut « accompli » ses six ans réglementaires de service à bord d'un navire pour devenir officier et eut réussi l'examen requis. Il participa à la capture de trois navires français le long des côtes américaines durant l'été 1795. Il passa sur le vaisseau amiral en Atlantique nord HMS Resolution à l'été 1796. Thomas Cochrane trouvait qu'il voyait peu d'action : les navires étaient souvent à l'ancre soit à Halifax soit dans la baie de Chesapeake. Descendant parfois à terre, il fut horrifié par la façon dont les esclaves noirs étaient traités dans les plantations américaines. Il fut ensuite nommé (novembre 1798) sur les deux vaisseaux amiraux successifs de George Keith Elphinstone (« Lord Keith »), la HMS Foudroyant puis la HMS Barfleur. L'escadre était stationnée en Méditerranée,,.
Déjà conscient de ses capacités et peu respectueux de la discipline exigeante à bord d'un navire de guerre, Thomas Cochrane se querella en février 1799 avec le premier lieutenant Philip Beaver et fut traduit en cour martiale le 18 février pour irrespect. L'amiral Elphinstone, écossais comme lui et désireux d'appareiller au plus vite, l'acquitta en lui conseillant d'éviter à l'avenir de se montrer trop « désinvolte ». Il semble que l'influence familiale l'ait protégé à ce moment-là comme tout au long du début de sa carrière : on lui assura que la cour martiale n'aurait aucune conséquence pour lui. Cochrane continua à servir sous les ordres d'Elphinstone en Méditerranée (dont lors d'un blocus de Cadix empêchant la flotte française de Bruix de rejoindre une flotte espagnole). En juin 1799, il passa à bord de la HMS Queen Charlotte, le deuxième plus grand navire de guerre britannique,,.
Thomas Cochrane participa alors à la bataille du convoi de Malte du 18 février 1800 et à la capture du vaisseau de ligne français le Généreux qu'il fut chargé de convoyer jusqu'à la base britannique de Mahón, avec son jeune frère Archibald sous ses ordres. Il s'illustra lors de cette mission, réussissant à amener à bon port un navire très endommagé par gros temps avec un équipage composé de malades et des blessés lors de la bataille. Cela lui valut son propre commandement, le 28 mars 1800, pour lequel Lord Keith le recommanda dès le 20 février, celui du brick HMS Speedy (158 tonneaux, quatorze canons de quatre livres et 90 hommes d'équipage), avec le grade de « commander »,,.

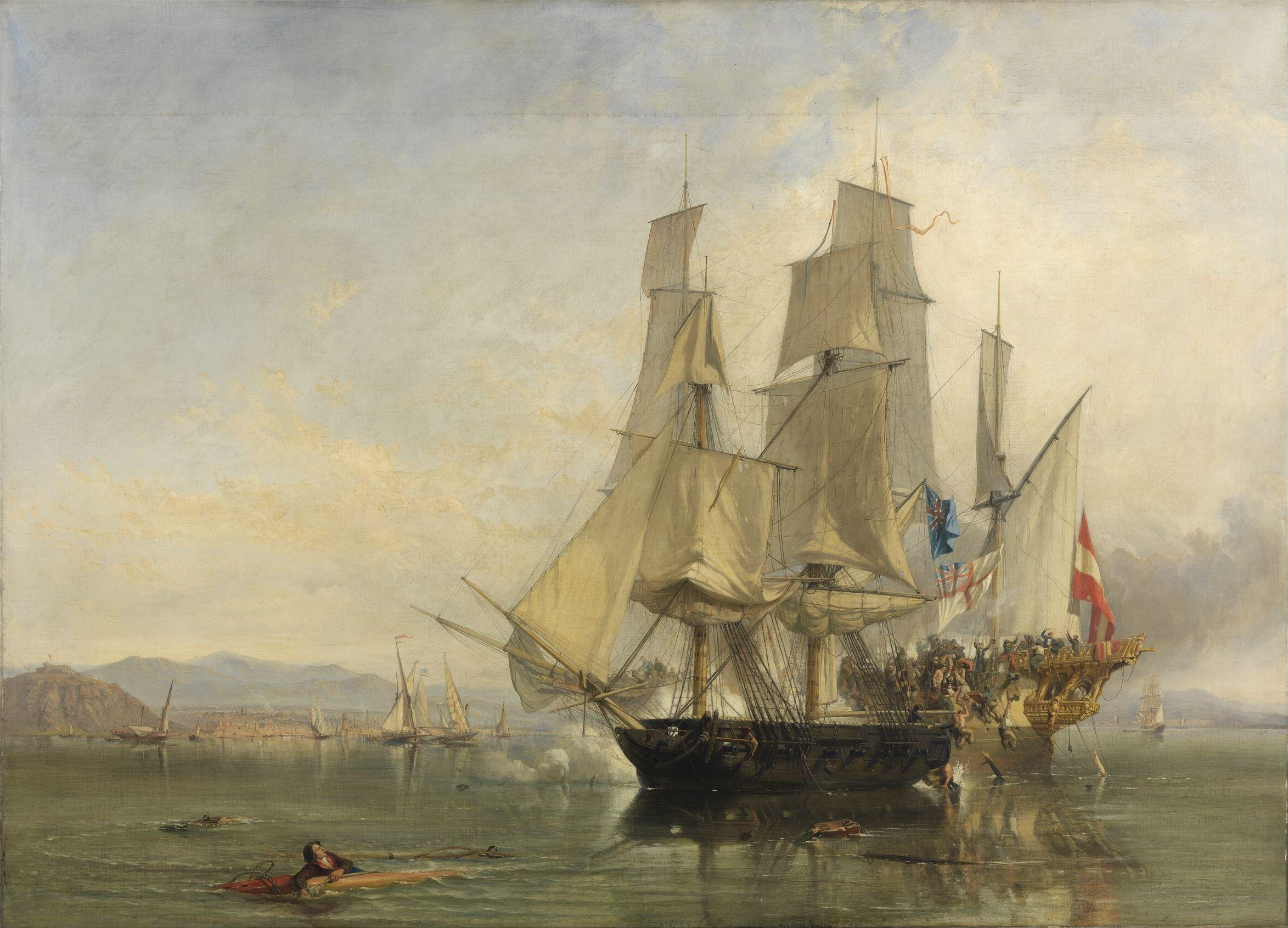
Capture du Gamo.

Le commandement de la Speedy était crucial pour Thomas Cochrane s'il voulait obtenir le grade de captain ou, au moins, de « post-captain » qui le plaçait dans le « tableau d'avancement » des capitaines où sa carrière se ferait automatiquement, à l'ancienneté. Sa première capture fut un petit corsaire français de six canons au large de Montecristo le 14 mai 1800 alors qu'il escortait un convoi de Malte à Livourne. Le 29 mai, Lord Keith lui donna carte blanche pour harceler tout navire ennemi. La marine espagnole envoya une frégate à la poursuite du navire de Cochrane. Il réussit longtemps à lui échapper, ayant transformé la Speedy pour la faire ressembler à un navire marchand danois. Finalement rejoint en décembre 1800, il évita d'être abordé en montant le pavillon signalant une peste à bord. La Speedy fit ensuite relâche à Malte le 1er février 1801. Cochrane en profita pour causer un scandale lors d'un bal costumé et pour se battre en duel avec un officier émigré français avant de reprendre la mer dès le lendemain. Le 6 mai 1801, la Speedy rencontra la frégate de type chébec espagnole El Gamo (600 tonneaux, 32 canons, 319 hommes d'équipage). Bien que son équipage ait été réduit à 54 hommes, Cochrane ne pouvait à nouveau avoir recours à ses ruses de l'année précédente, qui lui avaient d'ailleurs été reprochées. Ses capacités de manœuvre et de commandement lui permirent de remporter un combat naval disproportionné et de s'emparer du Gamo. Il ramena sa prise à Mahón où il ne put cependant se faire reconnaître ses parts de prise à leur juste valeur,,.
Le 3 juillet 1801, la brillante carrière de la Speedy (en treize mois : capture de 53 navires, 122 canons et 534 prisonniers) se termina quand elle rencontra trois vaisseaux de ligne français commandés par l'amiral Charles Alexandre Léon Durand de Linois. Thomas Cochrane les attaqua, croyant avoir affaire à des navires espagnols de transport revenant d'Amérique latine. Lorsqu'il comprit son erreur, il était trop tard : de chasseur, il était devenu proie. Après un combat où il fit à nouveau preuve de ses capacités, Cochrane dut finalement se rendre. Sa bravoure lui valut le droit de conserver son épée, une fois prisonnier. Ce fut donc à bord du Desaix qu'il assista à la victoire de James Saumarez lors de la Bataille d'Algésiras. Cochrane fut échangé le 12 juillet contre un prisonnier français. Il fut alors traduit en cour martiale pour la perte de la Speedy. Il fut acquitté avec les honneurs et promu au grade de « post-captain » (capitaine) le 8 août 1801. Il demanda alors la promotion de son premier lieutenant William Parker. John Jervis, comte de St Vincent, First Lord of the Admiralty, la lui refusa, prétextant le peu de pertes de la Speedy. Comme à son habitude, Cochrane répondit de façon brusque et sans respect pour la hiérarchie, que les pertes sur le vaisseau amiral lors de la bataille du cap Saint-Vincent, qui avait valu son titre de comte à Jervis, avaient été inférieures à celle de la Speedy, ce qui n'avait pas empêché que de grandes récompenses aient été distribuées. Par ailleurs, Thomas Cochrane avait été promu jeune. Il voyait alors d'autres officiers accéder au grade de « post-captain ». Or, plus anciens que lui, ils lui passaient devant dans la liste d'avancement. Tant qu'il était sans navire, il était en demi-solde. Il commença à croire que l'Amirauté, ou des personnes influentes à l'Amirauté, lui en voulaient personnellement. Après s'en être pris publiquement à Lord St Vincent, il s'attaqua à toute l'institution,,.

### Guerres napoléoniennes et débuts politiques

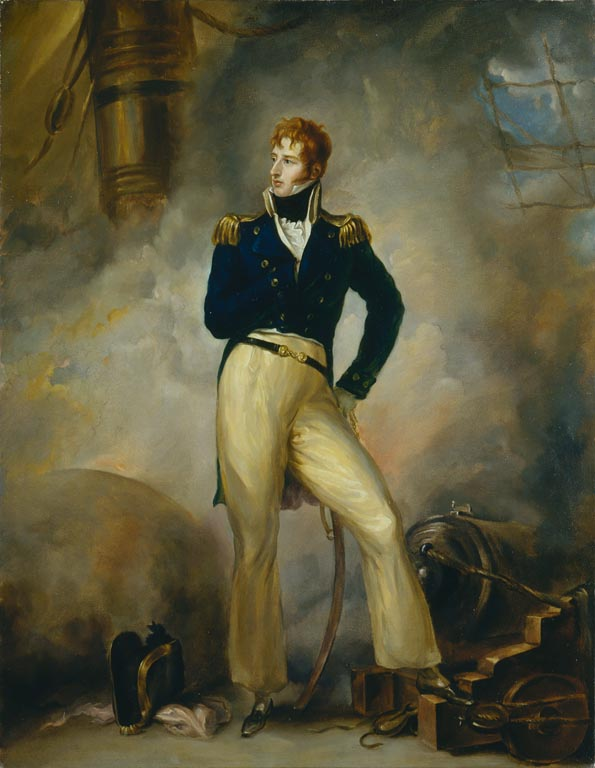
Thomas Cochrane en 1807.

Thomas Cochrane ne pouvait donc pas rapidement retrouver de commandement, pour deux raisons : d'abord la paix d'Amiens et surtout le fait qu'il se retrouvât en bas de la liste d'attente. Il décida d'entrer en politique, en se présentant pour devenir membre du Parlement britannique pour l'Écosse. Conscient des limitations de son éducation, il s'inscrivit à l'université d'Édimbourg, en chimie et en philosophie morale, où il suivit entre autres les cours de Dugald Stewart. Ce dernier pourrait avoir eu une influence quant au choix du radicalisme que fit Cochrane lorsqu'il entra finalement en politique. Plus vieux que ses condisciples, il les fréquenta peu,,.

#### De l’Arabà laPallas
Lorsque la guerre reprit, Thomas Cochrane demanda un navire à St Vincent qui n'avait pas oublié son insubordination récente. Le First Lord of the Admiralty lui accorda finalement en octobre 1803 un ancien navire corsaire français capturé, la HMS Arab. Il patrouilla d'abord en mer d'Irlande. En janvier 1804, il eut pour ordre de rejoindre Lord Keith qui faisait le blocus de Boulogne-sur-Mer pour empêcher le départ de l'armée des côtes de l'Océan du camp de Boulogne. Cochrane ne cessait de se plaindre de la mauvaise qualité et du mauvais état de son navire qu'il disait naviguer comme une botte de foin. Ainsi, le 16 janvier 1804, elle entra en collision avec le brick Bloodhound et trois jours plus tard avec l’Abundance. Cochrane demanda une cour martiale pour se justifier mais elle lui fut refusée. Il arraisonna en février le navire américain Chatham entraînant une protestation de l'ambassadeur James Monroe et donc un incident diplomatique. Lord Keith l'envoya alors patrouiller les Orcades pour y protéger les pêcheurs,,.
En 1804, Lord Melville, un Écossais, lointain parent de Cochrane, devint First Lord of the Admiralty du gouvernement Pitt. Cochrane obtint le commandement de la HMS Pallas, une frégate flambant neuve de trente-huit canons, stationnée dans les Açores, sur la route des navires espagnols revenant d'Amérique latine chargés d'or. Cependant, l'appât du gain en parts de prise ne suffit pas pour recruter un équipage et en janvier 1805, Cochrane eut recours à la presse, malgré l'interdiction formulée par le maire de Plymouth. Le lieutenant de Cochrane fut arrêté et mis à l'amende tandis que le capitaine lui-même fut poursuivi pour violences aggravées. Il n'échappa à l'arrestation que parce qu'il appareilla le 21 janvier 1805. Les avocats de l'Amirauté réglèrent le problème judiciaire,,.
Thomas Cochrane s'illustra à nouveau, capturant de février à avril 1805 de nombreux et riches navires espagnols ou déjouant par la ruse une escadre française, puis escortant des convois dans l’Atlantique. Cette année 1805, sa part personnelle des captures de la Pallas s'éleva à 75 000 £. Le montant total de ses parts de prise, au cours de sa courte carrière, fut le plus élevé de toute l'histoire de la Navy. Au printemps 1806, il patrouilla le golfe de Gascogne sous les ordres de l'amiral Edward Thornbrough. Le 6 avril 1806, à l'entrée de l'estuaire de la Gironde, la Pallas affronta quatre corvettes françaises, en forçant trois à s'échouer et capturant la quatrième, la Tapageuse. À nouveau, les parts de prise ne lui furent pas reconnues, Thornbrough étant un proche de St Vincent qui avait quant à lui retrouvé son poste à l'Amirauté. À la fin du mois, Cochrane fut envoyé en reconnaissance le long de la côte française, principalement autour du Pertuis d'Antioche où se protégeait une partie de la flotte française. La facilité avec laquelle il put s'approcher la nuit lui fit suggérer à l'Amirauté le plan qu'il proposa à nouveau en 1809 pour la bataille de l'île d'Aix. Il commença aussi à mettre sur pied sa technique de « guerre de côtes » : succession de raids ou de bombardements contre des installations terrestres ennemies (phares, sémaphores ou batteries côtières). Le 14 mai 1806, il affronta et défit la frégate Minerve et ses trois bricks de soutien. Il ne put effectuer la capture quand deux autres frégates françaises vinrent au secours de la Minerve. Endommagée, la Pallas fut remorquée jusqu'à Plymouth,,,.

#### Au Parlement britannique

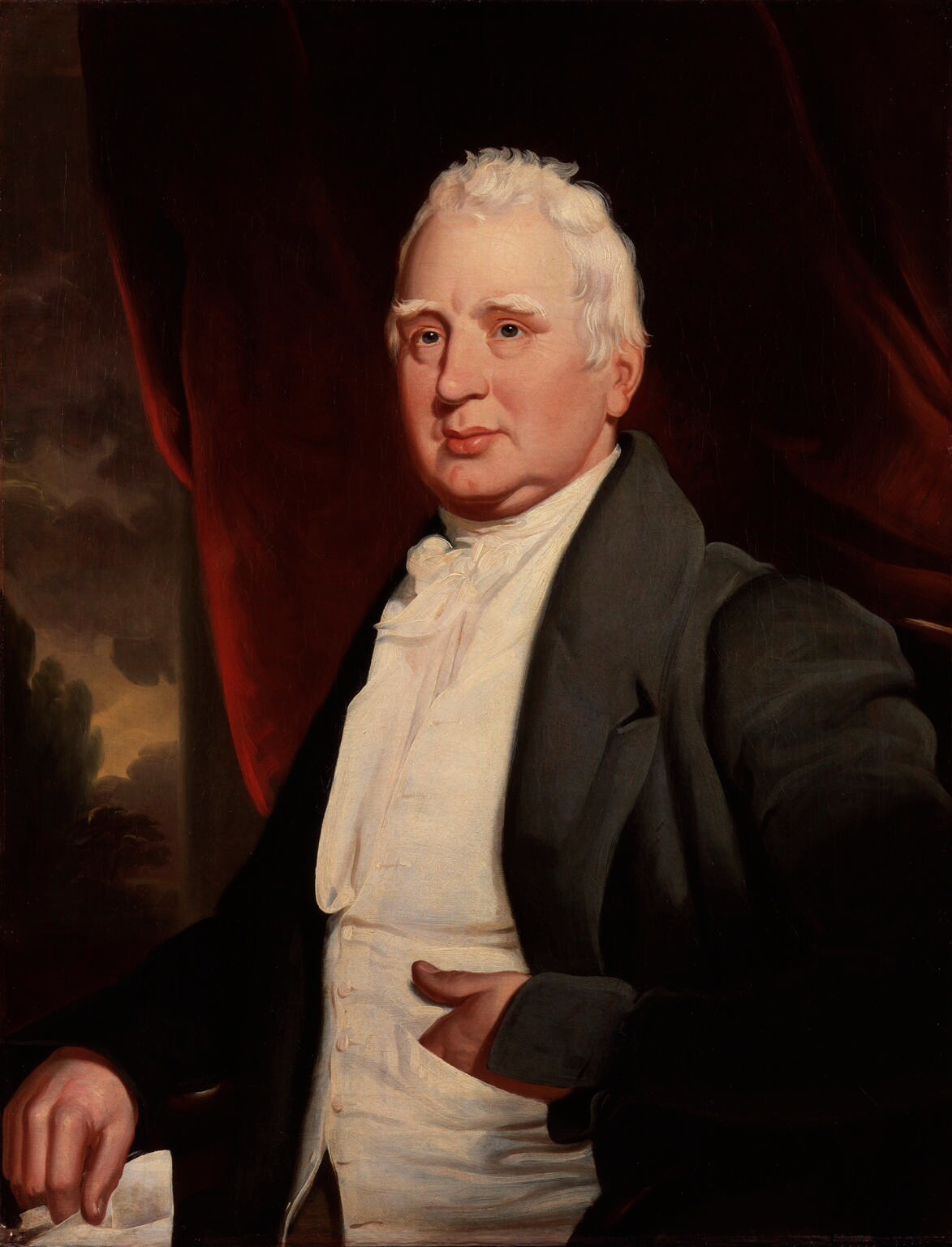
William Cobbett.

À terre, Thomas Cochrane en profita pour se présenter au parlement britannique en juin 1806. Il choisit de se présenter à une législative partielle dans la circonscription de Honiton dans le Devon, un des « rotten boroughs » les plus pourris. Son but était d'assister le radical William Cobbett dans sa lutte contre la corruption électorale. Cependant, pour les événements qui suivirent, la réalité politique diffère de ce que Cochrane raconta plus tard dans ses Mémoires. Selon lui, il refusa de payer pour acheter son élection, comme c'était la règle dans un rotten borough. Il perdit donc les élections. Pour récompenser ses électeurs, il leur offrit à chacun la somme de dix guinées. En octobre, lors des élections suivantes dues à la démission du gouvernement, il fut donc élu sans aucune difficulté, les électeurs s'attendant à recevoir chacun dix guinées. Il se refusa aussi à offrir les divers « cadeaux » habituels aux électeurs dont le coût total s'élevait à £1 200. En réalité, lors de l'élection de juin (perdue 124 voix contre 259 voix), il se contenta d'offrir un festin aux habitants. Mais, en octobre, lors de la campagne électorale, conduite par son équipage, il acheta chaque vote pour lui dix guinées. En fait, il n'en aurait pas eu besoin car il s'avéra qu'il n'y avait que deux candidats pour deux sièges,,,.

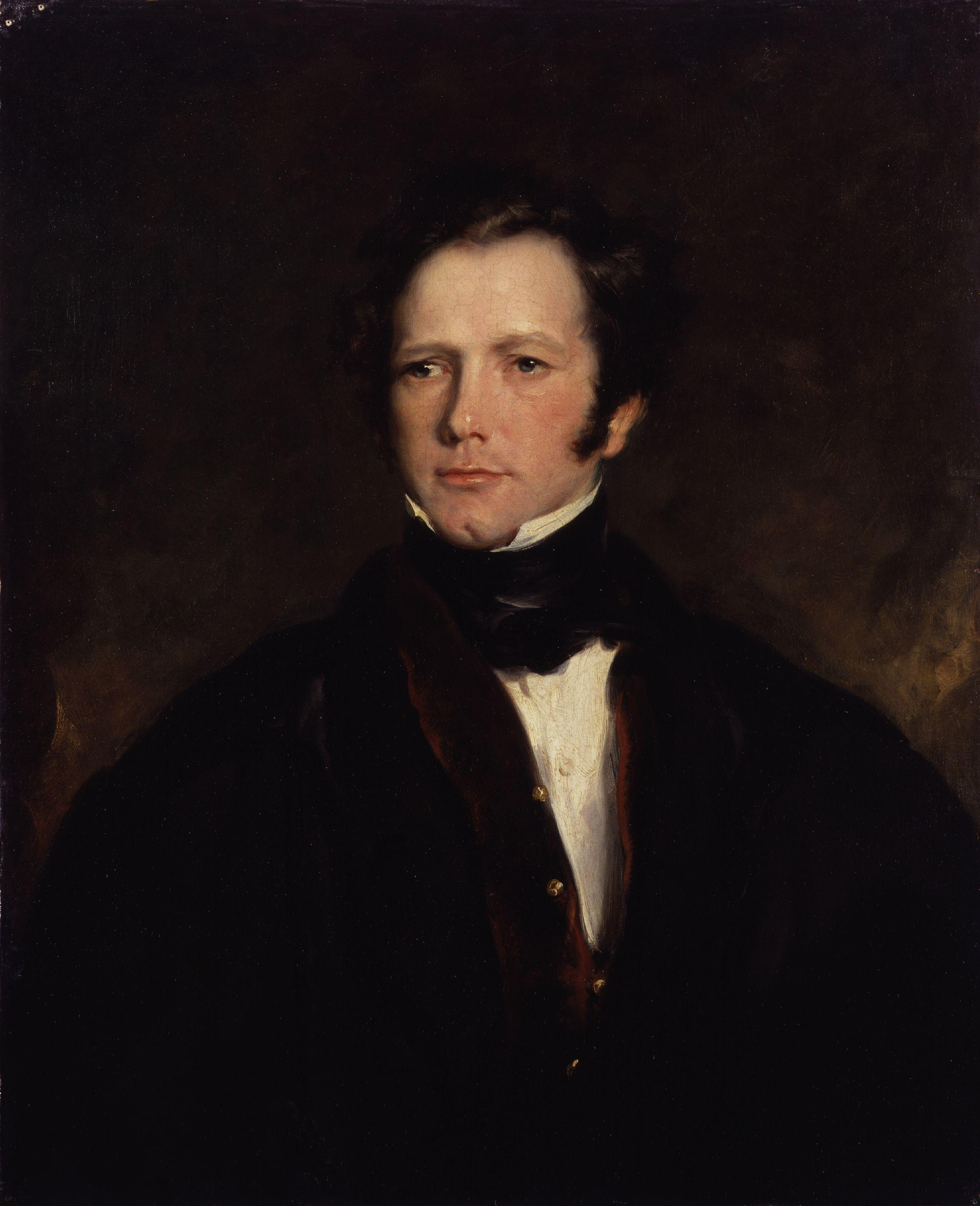
Frederick Marryat.

Élu, Thomas Cochrane ne put siéger immédiatement, car dès le 13 novembre 1806, il appareilla avec la HMS Imperieuse, une frégate de trente-huit canons, plus grande et plus rapide que la Pallas, capturée à la marine espagnole où elle portait le nom de Medea. Il y avait été transféré avec une bonne partie de son ancien équipage. Parmi les nouveaux marins se trouvait le fils de William Cobbett ou, avec le grade d'aspirant, Frederick Marryat qui, plus tard dans ses romans, s'inspira de Cochrane pour certains personnages. L'ordre d'appareiller avait été donné alors que le navire n'était pas tout à fait prêt et répété si fortement que Cochrane ne put qu'obéir. Il considéra que l'amiral Young qui commandait Plymouth lui en voulait personnellement. En fait, l'amiral avait des ordres pour faire sortir le plus de navires possible. La frégate participa avec l'escadre de l'amiral Keats à la surveillance du golfe de Gascogne jusqu'en février 1807. Marryat raconta divers épisodes de cette mission : l'échouage sur un récif dû à du fer laissé près du compas lors du départ précipité ou l'abandon en pleine mer d'un marine tombé par-dessus bord, Cochrane considérant qu'une tentative de sauvetage mettrait en danger plus d'hommes. L'action la plus importante, hormis les captures et destructions de navires ennemis, fut l'attaque de Fort Roquette qui protégeait l'entrée du bassin d'Arcachon, mais il avait été abandonné par ses défenseurs. Il fut détruit. L’Imperieuse avait cependant des problèmes de gouvernail liés au fait qu'elle n'était pas tout à fait prête à appareiller quand elle dut quitter Plymouth. Elle rentra pour réparations,,.
De retour en Grande-Bretagne, Cochrane demanda à être remplacé pour des raisons de santé à bord de l’Imperieuse. Celle-ci repartit donc sans lui mi-avril. À la fin du mois, le gouvernement démissionna et de nouvelles législatives furent organisées. Plutôt que de rester à Honinton, Cochrane, sur les conseils de Cobbett, se présenta, sans étiquette bien qu'il ait été très vite considéré comme un radical, aux législatives pour la circonscription de Westminster, très démocrate et démocratique avec ses 11 000 électeurs et très symbolique car au cœur de Londres. Pendant la campagne, il dénonça les pratiques frauduleuses de l'amirauté, accusant par exemple St Vincent d'échanger des brevets d'officier contre des votes ainsi que de favoritisme dans l'attribution des parts de prise. Il dénonça aussi les dépenses inutiles de l'amirauté. Il appela aussi à une réforme du système électoral, basée sur son expérience à Honinton. Il fut élu avec 3 708 voix, ainsi que l'autre candidat radical Francis Burdett avec 5 134 voix. Les deux hommes qui avaient été d'âpres rivaux pendant la campagne devinrent rapidement amis. La session parlementaire commença le 26 juin. Dès le 7 juillet, Cochrane demanda une enquête parlementaire sur le poids des pensionnés du gouvernement à la chambre des Communes, un autre de ses thèmes de campagne. L'enquête fut refusée. Il demanda trois jours plus tard une enquête sur les dépenses de l'Amirauté, en visant principalement St Vincent ainsi que Young, mais aussi sur les conditions de vie des marins à bord, des blessés et des malades. Elle fut à nouveau refusée. Avant la fin du mois de juillet, Cochrane qui s'était fait de très nombreux ennemis fut renvoyé à bord de l’Impérieuse et se vit ordonner d'escorter un convoi jusqu'à Malte puis de rejoindre l'amiral Cuthbert Collingwood en Méditerranée. Le scandale politique fut tel que ses électeurs organisèrent une immense manifestation et lui accordèrent un congé politique illimité. Il put ainsi conserver son siège,,,.

#### L’Imperieuseet la bataille de l'île d'Aix

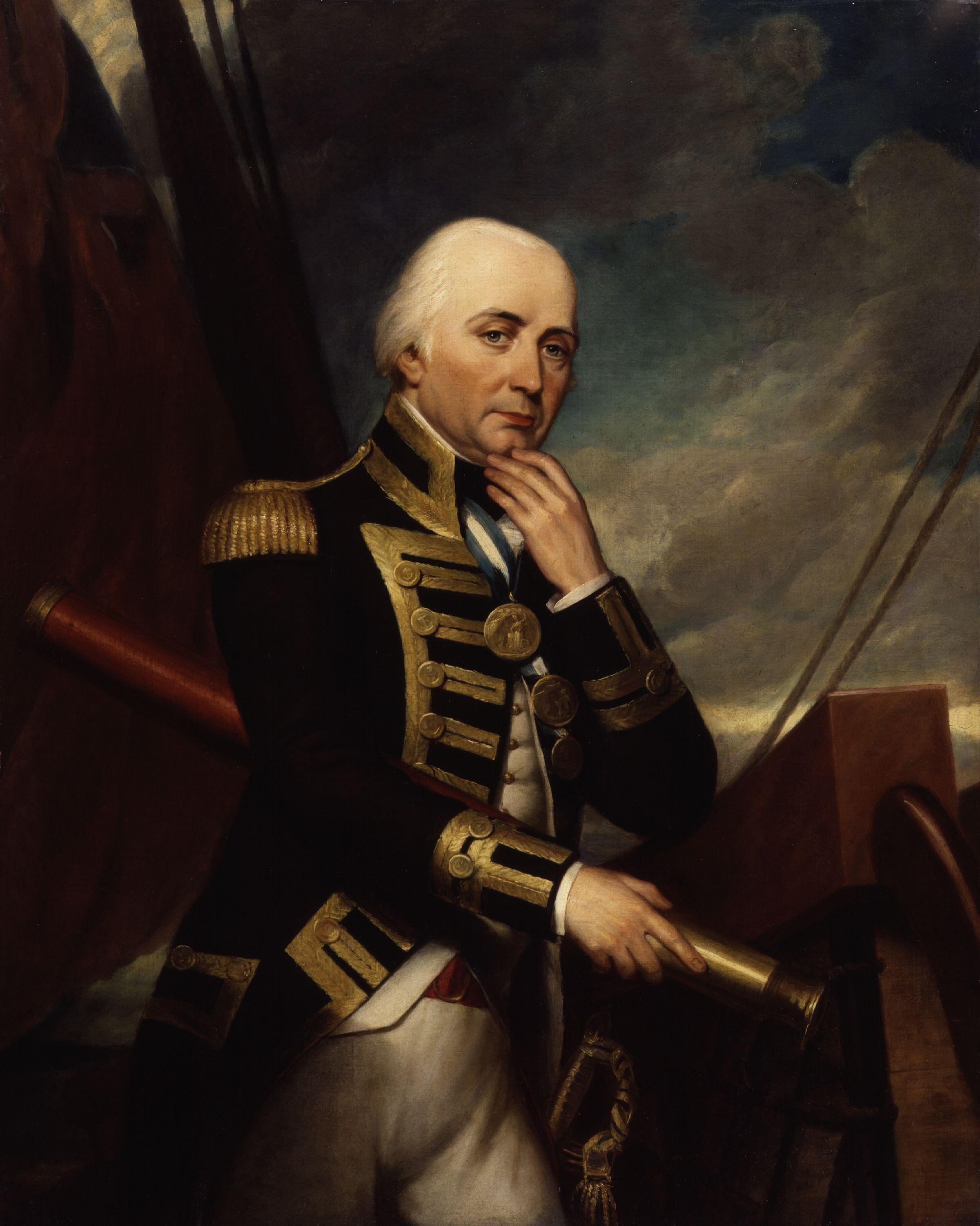
Cuthbert Collingwood, tableau de Henry Howard au Greenwich Hospital.

En route, l’Imperieuse arraisonna une polacre corsaire maltaise. Une mésentente des deux côtés dégénéra et fit trois morts et une trentaine de blessés. Jugé à Malte en janvier 1808, Cochrane fut considéré responsable. Cet épisode renforça sa conviction que la justice de l'Amirauté était corrompue. Collingwood envoya Thomas Cochrane surveiller l'entrée de l'Adriatique depuis Corfou. Cependant, son attitude très stricte, principalement vis-à-vis du commerce et de la contrebande le fit se heurter à ses collègues. Ainsi, le capitaine Campbell vendait des laissez-passer à des navires marchands qui sinon auraient constitué de belles prises. Cochrane considère dans ses Mémoires que Campbell était responsable du fait qu'il n'ait pas eu le commandement de l'escadre de l'Adriatique. Il fut rappelé par son amiral,,,.
Collingwood l'envoya en février 1808 « harceler les côtes espagnoles et françaises dès que l'occasion se présentait ». C'était une chose dans laquelle Cochrane excellait. L'amiral utilisait là son commandant au mieux de ses capacités. Il arraisonna ou coula des navires français et espagnols. Marryat raconte ainsi la prise d'un corsaire et des bricks marchands français, en plein jour, en huit minutes dans le port d'Almería, suivi du bombardement des batteries côtières. Dans un rapport de Collingwood sont détaillées les prises de son escadre entre le 1er octobre 1807 et le 4 avril 1808 : la majorité de ses navires avaient capturé deux ou trois vaisseaux ennemis ; un capitaine en avait capturé dix, un autre onze. Cochrane en avait capturé vingt-neuf. Cochrane attaqua aussi et détruisit des petits garde-côtes, des défenses portuaires, des phares, etc. L'idée était de détruire les installations à terre qui soutenaient les mouvements ennemis en mer. À partir de juin 1808, en raison du soulèvement espagnol contre Napoléon, les ordres changèrent. Cochrane avait pour mission de soutenir de toutes les façons possibles les Espagnols contre les Français. Le long des côtes françaises et catalanes, la frégate détruisit ponts, routes, dépôts et surtout tout le système de sémaphores. Il transporta aussi des troupes espagnoles. En juillet, il aida à la prise du château de Mongat sur la route de Barcelone à Gérone, tout en sauvant la garnison française du massacre par les insurgés espagnols. En août, la capture du sémaphore d'Aigues-Mortes lui permit de s'emparer des livres de code. Les Britanniques purent dès lors décoder les messages français. En septembre, l’Imperieuse reçut six caisses de fusées Congreve que Collingwood voulait tester en mer. Cochrane avait rencontré William Congreve qui l'avait aidé à améliorer son artillerie. Il s'était montré intéressé par les fusées qui, sans recul, lui semblaient être idéales pour attaquer des installations terrestres depuis un navire. Il les testa, sans grande réussite dès le 4 septembre contre La Ciotat puis contre Sète le 12 septembre. En novembre, avec la HMS Meteor et la HMS Fame, l’HMS Imperieuse de Cochrane apporta son soutien au fort de Trinidad qui protégeait la ville de Roses assiégée par l'armée française. Quand le fort allait tomber, il évacua la garnison espagnole et le détruisit avant que les Français s'en emparent,,,.

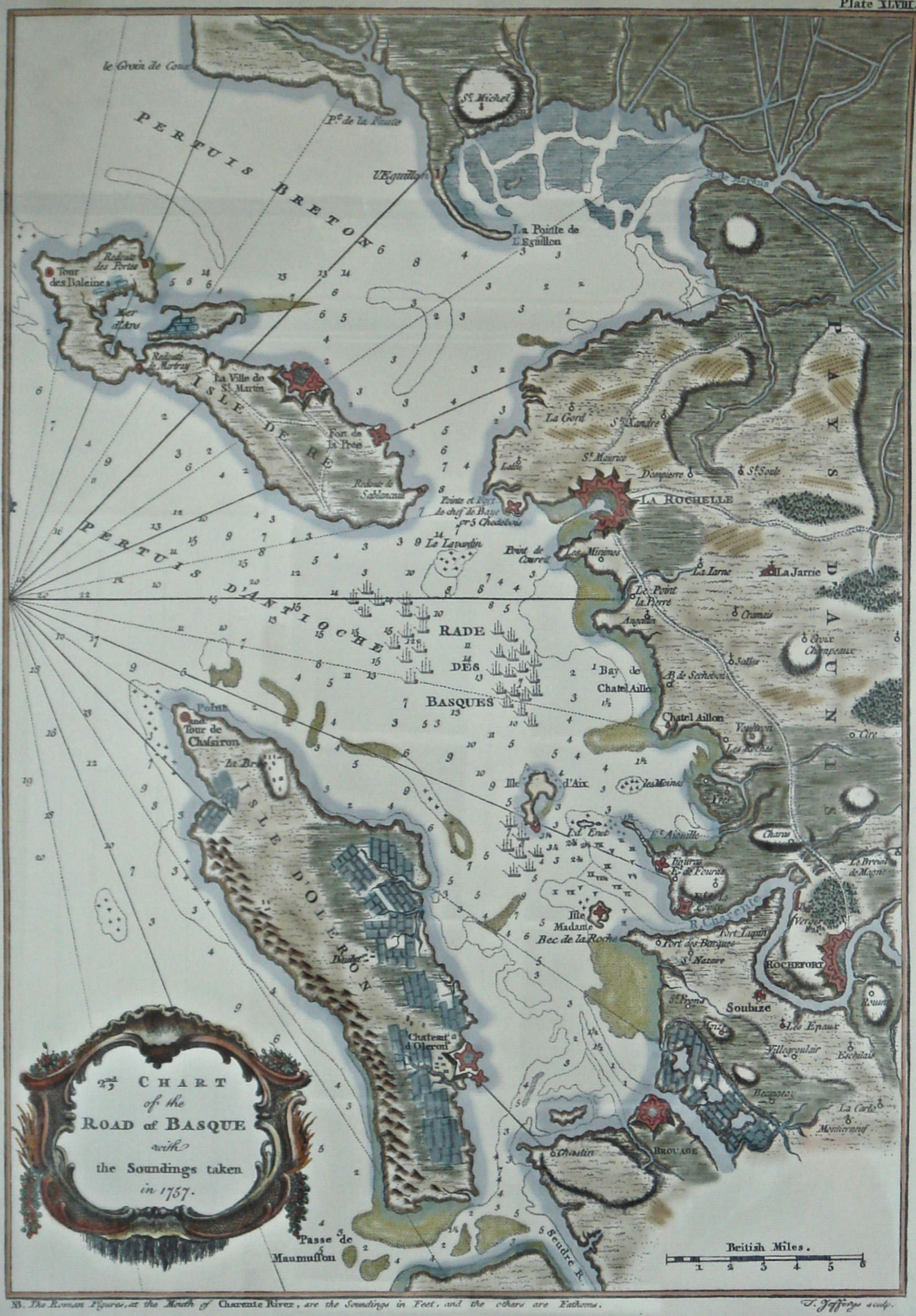
Carte de la rade des Basques.

Au printemps 1809, à peine rentré à Plymouth, Thomas Cochrane fut immédiatement convoqué à l'Amirauté à la demande de Lord Mulgrave, le nouveau First Lord of the Admiralty, pour mettre sur pied un plan pour attaquer une escadre française assemblée dans la Rade des Basques. Cochrane connaissait la baie et avait déjà conseillé d'y attaquer la flotte française. Il suggéra comme en 1806 l'utilisation de brûlots contre l'avis de l'amiral Gambier qui refusa aussi d'accepter l'estimation de Cochrane des défenses françaises. Cochrane affirmait, avec raison, que les batteries côtières étaient en mauvais état et incapables de défendre l'escadre à l'ancre. Gambier prétendait, à tort, qu'elles étaient formidables. L'idée de Cochrane était de créer le chaos dans la flotte française pour l'obliger à s'échouer ; elle constituerait alors une cible facile. Il considérait aussi qu'elle ne pourrait s'enfuir en remontant la Charente alors que Gambier l'affirmait. Le plan de Cochrane fut approuvé et Lord Mulgrave lui demanda, étant à ses yeux son commandant le plus expérimenté, de le réaliser. Le jeune commander refusa d'abord, à la surprise générale, et fit remarquer que cela créerait des problèmes, ce qui fut le cas. Il savait aussi qu'en cas d'échec, ce serait le jeune officier qui serait blâmé et pas les amiraux. Il était enfin épuisé par sa campagne précédente. L'ordre de l'Amirauté fut réitéré et Cochrane ne put refuser. Il partit, suivi de douze brûlots, cinq bombardes et deux transports chargés de fusées Congreve et d'artillerie de marine, sous la supervision de William Congreve lui-même,,.

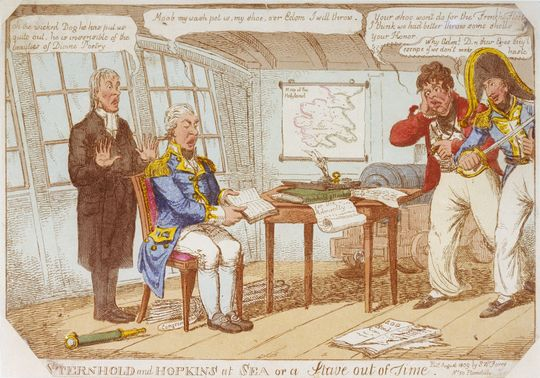
Caricature symbolisant l'inaction de Gambier à la bataille de l'île d'Aix.

Le 5 avril, Thomas Cochrane fit pénétrer son Imperieuse dans la rade pour une reconnaissance. Il tira sur les batteries côtières sans qu'elles ripostent, puis sur l'escadre française qui riposta lentement et mal. Il fut alors persuadé que son plan fonctionnerait. Il décida Gambier à avancer l'attaque : plutôt que d'attendre les brûlots encore en route, sept transports furent convertis sur place en brûlots et quatre en navires explosifs (des bombes flottantes). Les brûlots arrivèrent finalement le 10 avril. Cochrane disposait donc de dix-neuf brûlots, quatre navires explosifs et des bombardes. La bataille de l'île d'Aix commença au soir du 11 avril 1809, avec une houle et un vent forts. Cochrane réussit à mener ses brûlots au cœur de la flotte française et à y semer le désordre, même si, à cause du vent, les mèches brûlèrent très vite et les navires explosifs explosèrent trop tôt ou les brûlots s'enflammèrent trop tôt pour être tout à fait aussi efficaces que prévu. La flotte française s'était aussi préparée à ce type d'attaque et s'était amarrée en conséquence, mais elle ne croyait pas que l'attaque aurait lieu par un aussi gros temps. Navires explosifs et brûlots firent moins de dégâts que prévu, mais ils semèrent le chaos dans l'escadre française. Poussés par le vent et la marée, les navires français, après avoir coupé leurs amarres, allèrent s'échouer comme prévu. Cependant, au matin du 12 avril, l'amiral Gambier ne réalisa pas sa partie du plan et n'attaqua pas les vaisseaux français vulnérables. Revenu à bord de son Imperieuse, Cochrane tenta de le faire seul, avant que Gambier consentît à lui envoyer quelques navires : une bombarde, quatre bricks puis, au compte-gouttes deux vaisseaux de ligne de 74 canons et cinq frégates. En fin de journée, deux autres vaisseaux de ligne arrivèrent quand Gambier fut définitivement convaincu que sa flotte ne risquait rien. Le 13 avril, une douzaine de navires britanniques, dont le plus grand était l’Imperieuse poursuivaient le duel d'artillerie avec les navires français dans la baie. Le 14 avril, il ne restait plus que l’Imperieuse qui se retira quand les navires français échoués se renflouèrent grâce à la marée. Au total, cinq navires français « seulement » furent détruits, dont deux par leur équipage car ils ne pouvaient être renfloués. Les Français avaient eu 200 tués et 650 prisonniers, les Britanniques dix morts et trente-sept blessés. Malgré tout, la bataille de l'île d'Aix est considérée comme l'apogée de la carrière de Cochrane dans la Royal Navy. De retour avec la flotte, Cochrane fit entendre sa façon de penser à son amiral. Il fut renvoyé en Grande-Bretagne,,.

#### Retour au Parlement et engagement radical

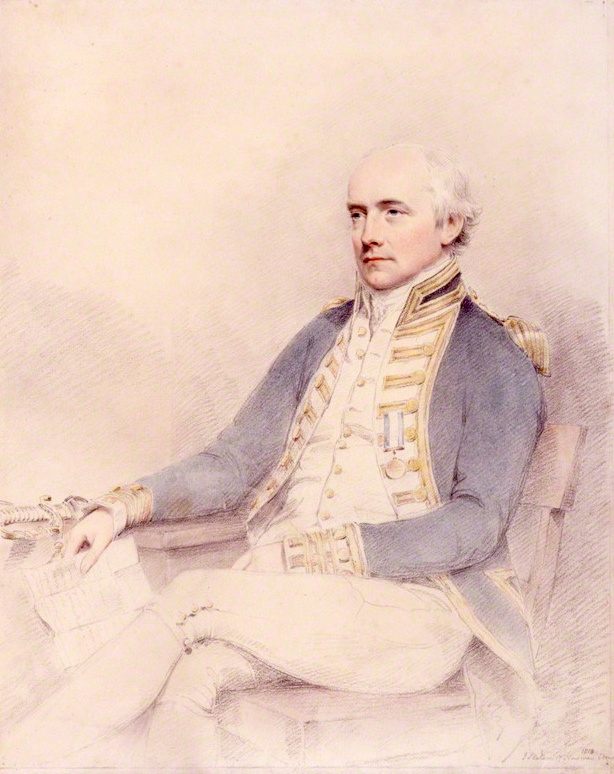
John James Gambier.

Thomas Cochrane fut récompensé de sa victoire en étant fait Chevalier grand-croix de l'ordre du Bain, le second capitaine, après Lord St Vincent, à obtenir cet honneur. Il informa immédiatement Lord Mulgrave que si un vote de remerciements était proposé pour Lord Gambier à la Chambre des Communes, il voterait contre. Gambier contre-attaqua en demandant une cour martiale. Cochrane fit alors diverses erreurs tactiques qui permirent à Gambier d'être acquitté avec les honneurs en août 1809 puis d'obtenir un vote de remerciements des Communes en janvier 1810. Inversement, la cour martiale reconnut Cochrane coupable de diffamation d'un officier supérieur. Sa réputation en souffrit. Les autres amiraux furent satisfaits de cette leçon donnée à un jeune capitaine ayant manqué de respect à un supérieur. Ses idées et ses amis politiques radicaux furent aussi inclus dans les critiques,,,.
Thomas Cochrane soumit à l'automne 1809 un plan pour détruire, plus ou moins comme pour la rade des Basques, la flotte française dans l'estuaire de l'Escaut. Devant le refus de l'Amirauté, il demanda à regagner son commandement. Cela lui fut à nouveau refusé. Il recommença alors ses activités politiques aux Communes et redevint vite embarrassant. Début avril 1810, il se fit encore remarquer lorsqu'il vint prêter main-forte à son collègue député de Westminster, Francis Burdett. Celui-ci, accusé d'outrage à la Chambre des Communes, devait être arrêté et conduit à la Tour de Londres. Les deux hommes se barricadèrent au domicile de Burdett et résistèrent pendant deux jours aux assauts de l'armée. Il lui fut donc ordonné de rejoindre son poste en Méditerranée. Cochrane refusa, se mit en demi-solde et poursuivit ses attaques politiques au Parlement. À long terme, elles portèrent leurs fruits, faisant disparaître la plus grande partie de la corruption de l'Amirauté. Cependant, à court terme, elles furent plus problématiques. Cochrane était très (trop ?) virulent et agressif dans ses discours et il se faisait beaucoup d'ennemis parmi ceux qu'il attaquait ou ceux qui subissaient les conséquences de ses dénonciations, comme les pensionnés de l'Amirauté. Ainsi, alors qu'il était à Malte en février 1811 pour y enquêter sur les malversations de l'Amirauté, il y fut arrêté et emprisonné au prétexte qu'il aurait volé un document officiel. Les autorités locales organisèrent son départ discret lorsque les marins auprès de qui il était très populaire se firent menaçants. Son évasion, telle que racontée dans ses Mémoires, fut rocambolesque : geôliers saoulés, barreaux sciés et corde pour descendre le long du mur,,,.
Thomas Cochrane profita de son temps à terre, ainsi que des connaissances qu'il avait acquises auprès de son père, excellent chimiste, pour mettre au point un plan pour détruire les flottes françaises. En effet, celles-ci ne sortaient plus de l'abri de leurs ports, n'étant pas de taille à affronter les flottes britanniques. Cependant, les Britanniques ne pouvaient pas non plus les attaquer. Le plan fut étudié et approuvé par une commission constituée du Prince-Régent, du duc d'York, de Lord Keith, de Lord Exmouth et de William Congreve, mais elle refusa qu'il fût réalisé, pour des raisons humanitaires. L'idée de Cochrane était de bombarder les ports avec du soufre enflammé,,.

### Scandale et disgrâce
La réputation de Thomas Cochrane était alors telle qu'il était considéré comme un « nouveau Nelson » dont la seule présence permettrait une rapide victoire. Diverses rumeurs coururent en 1812 et 1813 sur son retour au service actif. Fin 1813, Thomas Cochrane fut nommé flag captain du HMS Tonnant, le navire amiral de la flotte que commandait son oncle Alexander Cochrane dans l'Atlantique nord dans le cadre de la guerre anglo-américaine. Son expérience de guerre navale côtière allait être à nouveau mise à profit. En décembre 1813 et janvier 1814, il se partageait entre les chantiers navals de Chatham où son navire était en préparation et une manufacture de l’East End de Londres où il faisait fabriquer une « lampe de convoi » qu'il venait d'inventer,,,.
Cependant, il ne put rejoindre son poste à cause des manœuvres frauduleuses d'un autre de ses oncles, Andrew Cochrane-Johnstone. Ce dernier, ruiné, se livra le 21 février 1814 à une spéculation boursière frauduleuse avec son complice Charles Random de Bérenger, un émigré français. Celui-ci, déguisé en aide de camp de William Cathcart, ambassadeur en Russie, parcourut la route entre Douvres et Londres, en annonçant partout la défaite et la mort de Napoléon Ier. Les bons du Trésor britanniques flambèrent dans la journée, avant de s'effondrer quand la rumeur fut démentie. Dans l'intervalle, Andrew Cochrane-Johnstone avait réalisé un bénéfice de 4 931 £. Thomas Cochrane se retrouva mêlé au scandale sur plusieurs plans,,,.

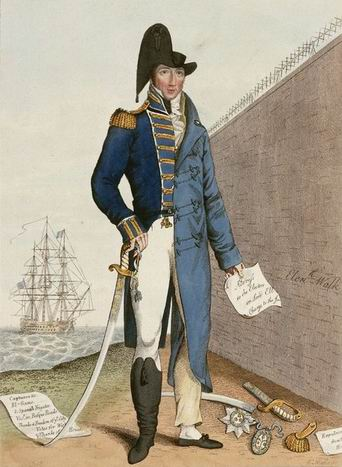
Caricature du 8 mai 1815 : Things as they have been. Things as they now are. : Les choses telles qu'elles étaient. Les choses telles qu'elles sont désormais..
À gauche, l'héroïque capitaine en uniforme de la Navy, son navire au fond, la liste de ses victoires à ses pieds.
À droite, le civil disgracié, entouré des murs de sa prison, son épée brisée, son Ordre du Bain et son grade perdus à ses pieds.

Il semblerait que Thomas Cochrane et son agent de change (qui était aussi celui de son oncle) aient profité financièrement de la spéculation frauduleuse (le bénéfice de Thomas Cochrane s'élevait à 2 000 £), mais sans forcément en avoir été informés. Par ailleurs, arrivé à Londres, Charles Random de Bérenger se rendit chez Thomas Cochrane, absent, pour se changer. Les deux hommes se connaissaient : Bérenger, tireur d'élite, était instructeur de l'infanterie de marine de la flotte d'Alexander Cochrane ; il aidait aussi Thomas Cochrane à la mise au point de sa « lampe de convoi ». Bérenger enleva l'uniforme rouge qu'il avait usurpé pour reprendre son uniforme vert puis quitta la maison de Thomas Cochrane en empruntant à ce dernier des habits civils. Découvrant la fraude, celui-ci en informa les autorités. Random de Bérenger fut arrêté, Thomas Cochrane aussi, ainsi que divers autres. Les accusés furent traduits en justice les 8 et 9 juin 1814,,,.
Les circonstances étaient contre Thomas Cochrane. Sa réputation et son caractère le desservirent. Ses partisans ajoutent que le procès ne fut pas juste. Le juge et Lord Chief Justice Lord Ellenborough était aussi un membre du parlement tory, très opposé aux radicaux (il avait déjà envoyé Cobbett en prison). L'avocat de l'Amirauté était celui qui avait défendu Gambier lors de sa cour martiale. Tous les accusés furent reconnus coupable. Andrew Cochrane-Johnstone n'attendit pas, il s'enfuit avec la somme qu'il avait gagnée. Le 20 juin, Thomas Cochrane fut condamné à 1 000 £ d'amende, à une heure de pilori et à un an de prison. Il fut immédiatement emprisonné. Il fut en plus rayé des cadres de la marine le 25 juin et exclu de l'Ordre du Bain le 11 août. Plus tôt, le 5 juillet, il avait été démis de son siège de député. Il fut réélu par acclamation dans sa circonscription de Westminster dès le 16 juillet. Ses électeurs le considéraient innocent et annoncèrent leur intention de lui apporter leur soutien lors de son heure de pilori. Il en fut gracié afin d'éviter une émeute,,,.
Thomas Cochrane poursuivit Ellenborough de sa vindicte tout le reste de sa vie, même après la mort du juge. Dès le 5 mars 1816, il proposa au parlement une motion demandant sa révocation. Elle ne fut pas acceptée. Il la proposa à nouveau, tous les ans, tout au long de sa carrière parlementaire. Dans ses Mémoires, il revient sur le procès qu'il considérait comme « politique ». La controverse se poursuivit aussi après la mort de Cochrane. Les descendants du juge publièrent plusieurs ouvrages pour réhabiliter la mémoire de leur ancêtre, face aux attaques de celui qui était devenu un immense héros dans la vraie vie et dans la littérature, face aussi aux attaques des premiers biographes de Cochrane qui prirent tous son parti. Le cas fut régulièrement étudié tout au long du XIXe siècle par de nombreux hommes de loi ainsi que par trois lords chanceliers. La plupart du temps, il a été conclu que Cochrane n'aurait pas dû être condamné car aucune preuve de son implication, autre que circonstancielle, ni même de sa connaissance de la fraude, n'avait pu être apportée. Cependant, son attitude fut, à chaque fois, critiquée. Persuadé de son innocence, imbu de lui-même, il s'était cru intouchable et n'avait pas pris le procès sérieusement. La mise en cause était collective ; le verdict fut collectif. Cochrane devait défendre ses coaccusés s'il ne voulait pas tomber avec eux. Sûr de lui, il ne le fit pas,.

La prison de King's Bench où fut enfermé Cochrane.

Thomas Cochrane fut très fortement atteint par la sentence. La prison n'était pas le plus important, d'autant que ses amis radicaux y étaient déjà tous passés. Il avait surtout été ruiné et avait perdu le métier où il excellait, sa solde et bien entendu la possibilité de s'enrichir grâce aux parts de prise. Il perdit aussi sa crédibilité politique dans ses campagnes de réforme. S'il avait un certain poids auparavant en tant qu'héritier noble et héros naval, il était devenu un paria politique. En prison, Cochrane continua ses recherches scientifiques : sur les « lampes de convoi », mais aussi sur la possibilité d'éclairage des rues au gaz. Ses conditions d'emprisonnement n'étaient pas très strictes puisqu'il pouvait recevoir sa famille et qu'il dut convaincre sa femme de ne pas emménager avec lui. Il occupait deux pièces (pour lesquelles il devait payer un loyer) et avait le droit de se promener dans un rayon d'un demi-mile autour de la prison (mais il refusa ce privilège). Malgré tout, le 5 mars 1815, il s'évada, à nouveau de façon rocambolesque, et rentra chez lui. Des affiches furent placardées promettant trois cents guinées de récompense. Il fut signalé un peu partout en Grande-Bretagne, dans les îles Anglo-Normandes ou en France. Le 21 mars 1815, il rejoignit, comme si de rien n'était, la Chambre des Communes où il signifia son intention de faire un discours. Quand on vint l'arrêter, il résista mais fut finalement maîtrisé. Il fut renvoyé dans sa prison où son régime carcéral fut plus sévère. Il n'avait plus son appartement au rez-de-chaussée. Il était au cachot, sans feu, ni lumière ni lit. Il y passa trois semaines avant d'être déplacé pour des raisons de santé. Il aurait dû être libéré le 20 juin 1815, mais comme il refusa jusqu'au 5 juillet de payer son amende, il ne fut libéré qu'à cette date,,.
Dès sa libération, Thomas Cochrane reprit ses activités d'opposant au gouvernement à la Chambre des Communes, continuant sa campagne de dénonciation de la corruption. En juillet 1816, il perturba une réunion publique où divers membres de la famille royale, du gouvernement et du haut-clergé discutaient des secours à apporter aux pauvres du pays, principalement en raison des effets des corn laws. Il demanda si toutes ces charitables personnalités étaient prêtes à abandonner leur liste civile ou leur sinécure car là serait le vrai sacrifice. La réunion se termina dans un complet désordre. Tout cela lui valut d'être déféré en août devant la justice pour son évasion. Il se défendit en arguant du fait qu'il était parlementaire au moment de son incarcération et que celle-ci était illégale en raison de son immunité parlementaire. Il fut malgré tout condamné à nouveau, à (selon les sources) 100 ou 1 000 livres d'amende. Il refusa de payer et fut donc emprisonné en novembre 1816. Finalement, son amende fut payée par une souscription populaire, qui couvrit aussi l'amende de l'année précédente et ses frais de justice. En 1817, il créa avec Cobbett un journal à destination du public ouvrier et populaire. Vendu deux pennies, il atteignit un tirage de 200 000 exemplaires. La ligne éditoriale, radicale, soutenait la réforme parlementaire afin de pouvoir améliorer les conditions de vie des classes populaires. Des signatures furent rassemblées sur une pétition en ce sens, en vue de la présenter au parlement en début de session 1817. Une manifestation, porteuse de la pétition, passa chez Thomas Cochrane et le porta en triomphe jusqu'au palais de Westminster. Mais un manifestant lança une pierre sur le carrosse du Prince-régent. Le gouvernement décida l'état d'urgence, suspendit l’Habeas corpus et menaça les chefs radicaux. Cobbett eut juste le temps de s'enfuir en Amérique,,.
Dans les mois qui suivirent l'activité politique de Cochrane fut réduite : ses réunions étaient perturbées par ses adversaires qui l'insultaient (principalement en le traitant de « jacobin »), lui crachaient dessus avant d'en venir aux mains. Ses propositions au parlement recueillaient deux voix : la sienne et celle de Burdett. L'hostilité gouvernementale à son égard augmenta. Quand la rumeur, apparemment fondée, qu'il complotait pour faire s'évader Napoléon Bonaparte de Sainte-Hélène commença à courir, il préféra s'exiler. La proposition chilienne arriva donc à point,,.

### Amérique du Sud

#### Chili

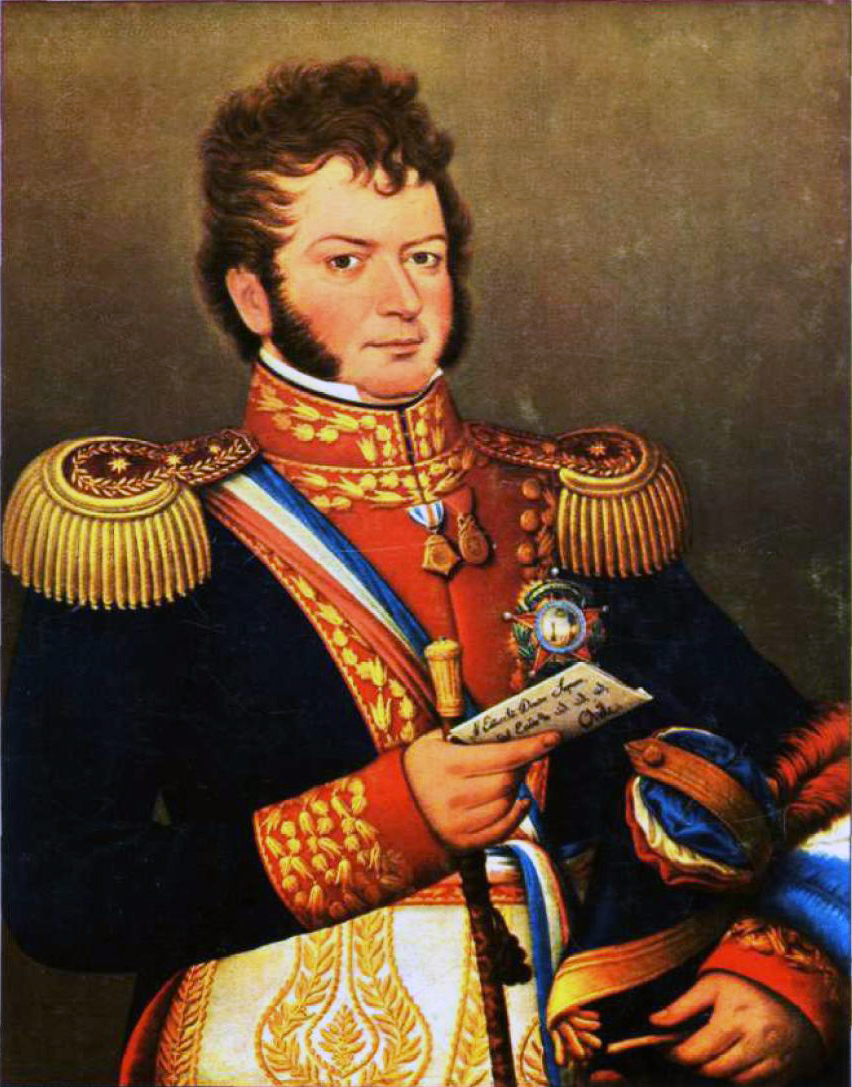
Bernardo O'Higgins.

En avril 1817, Antonio Álvarez Jonte, envoyé par les insurgés sud-américains arriva en Grande-Bretagne avec 100 000 $ pour recruter des marins et des officiers pour la marine chilienne. Il n'y a pas de certitude quant au moment où Thomas Cochrane fut approché et recruté, mais, en janvier 1818, Álvarez annonça qu'il avait accepté l'offre. Quant à Cochrane, il prénomma son deuxième enfant, né en mars 1818 William Horatio Bernardo, en hommage à Nelson mais aussi au Director Supremo chilien Bernardo O'Higgins. Cette offre convenait parfaitement à Cochrane : d'un point de vue politique, elle correspondait à ses idées radicales, d'un point de vue financier, elle lui offrait de belles perspectives et d'un point de vue immédiat, elle lui permettait d'avoir une bonne raison de partir. Cependant, il resta pour le début de la session parlementaire de 1818 afin de soutenir une nouvelle proposition de réforme électorale introduite par Francis Burdett, à nouveau rejetée. Il voulait aussi suivre la construction d'un navire de guerre à vapeur, la Rising Star qui devait donner la supériorité à la flotte chilienne. Il le finança sur le reste de sa fortune, à hauteur de 3 000 £. Il laissa son frère William en superviser l'achèvement et s'embarqua en août 1818 avec femme et enfants pour l'Amérique latine. Thomas Cochrane arriva à Valparaíso le 29 novembre 1818 puis à Santiago du Chili le 4 décembre pour une semaine de fête. Le 11 décembre 1818, Thomas Cochrane fut fait citoyen chilien ainsi que vice-amiral et commandant en chef de la flotte du pays pour une solde de 1 200 £ par an. Il semblerait qu'alors qu'il était en route pour l'Amérique latine, les Espagnols avaient essayé de le recruter dans leur propre camp, sans succès, ce qui nuance son aspect mercenaire, tout comme sa modique solde,,,.

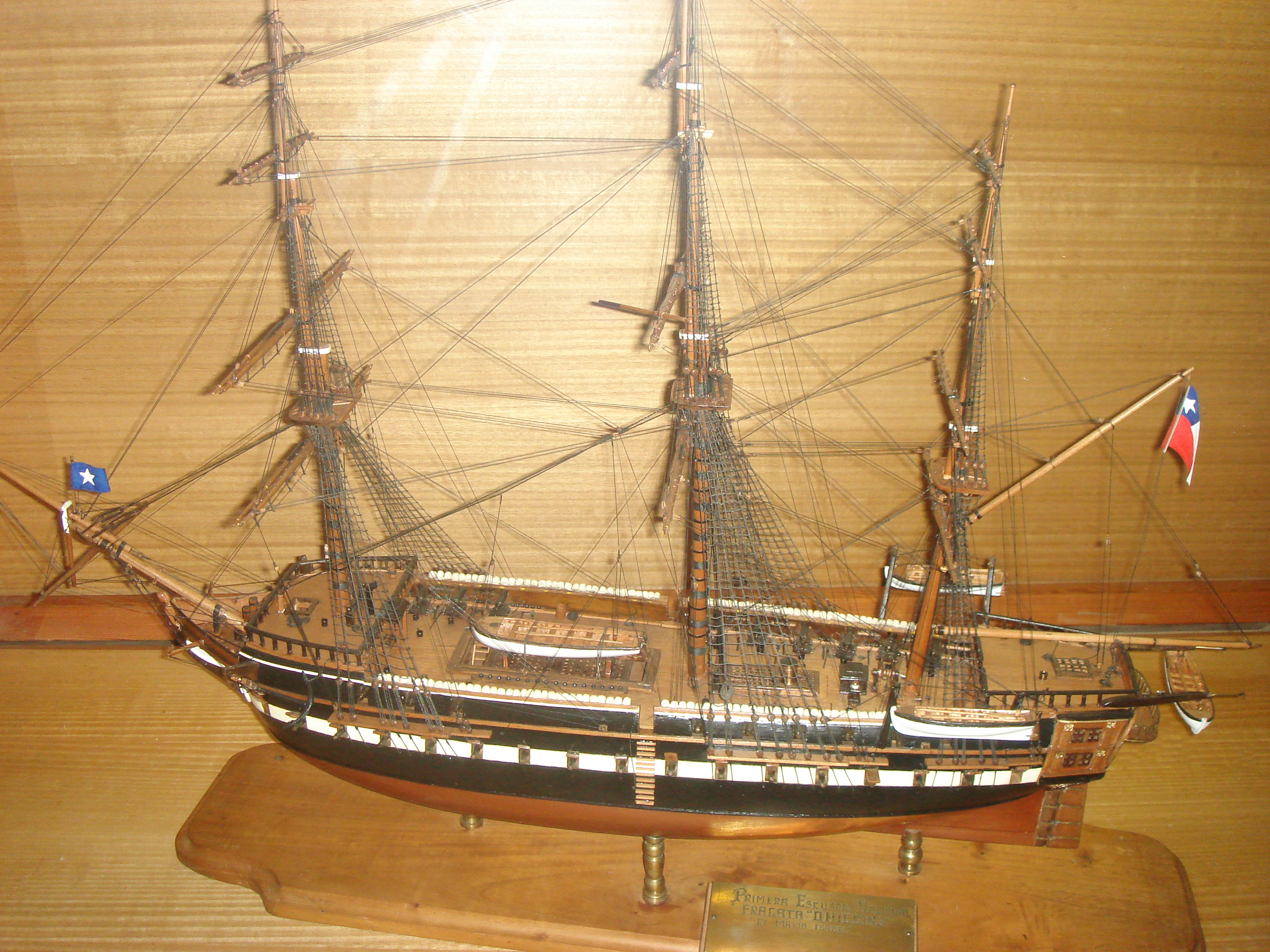
La frégate O'Higgins.

La marine à la disposition du nouveau vice-amiral était sommaire : sept navires, dont le plus puissant était une frégate de quarante-quatre canons, capturée à l'Espagne et renommée la O'Higgins. Les autres étaient des marchands reconvertis ou des navires que la Royal Navy avait envoyés à l'encan. Cochrane avait cependant anticipé ce fait et il avait recruté des marins britanniques et américains expérimentés pour son navire amiral ainsi que pour encadrer les marins chiliens sur les autres vaisseaux. Il semblerait qu'avant l'arrivée de Cochrane, une escadre espagnole ait menacé le port de Valparaiso et que l'annonce de son arrivée ait suffi à la faire renoncer. Le premier objectif fixé au commandant en chef était d'attaquer le port de Callao, centre opérationnel de la flotte espagnole. Celle-ci est mal connue et les estimations de sa force sont contradictoires. La marine britannique en 1817 l'estimait limitée à deux frégates de trente-six canons et trois corvettes (huit à seize canons). D'autres estimations donnent trois frégates, quatre bricks, neuf autres « navires de guerre », six navires marchands armés et vingt-sept canonnières (pour la défense des ports). Le seul élément certain était sa dispersion géographique le long de la côte pacifique,,.
Thomas Cochrane appareilla avec la O'Higgins et trois autres navires le 16 janvier 1819, avec à bord son fils Thomas, âgé de cinq ans, qui aurait embarqué à l'insu de tous. Découvert trop tard pour être débarqué, il fut fait aspirant. Callao fut atteint fin février. Cochrane ne put attaquer à cause du brouillard puis il fut repoussé par les batteries côtières. Un second raid le 22 mars, avec un navire explosif, échoua aussi. Il changea donc de tactique et se livra alors à la guerre de côtes à laquelle il excellait. Il obtint deux résultats principaux : il limita les déplacements des soldats ennemis et captura suffisamment de butin pour financer sa marine. La capture d'un brick français rapporta 60 000 $ ; un raid sur Pativilca 67 000 $ ; un convoi de mules transportant de l'or attaqué à Supe Puerto 120 000 $. Certaines de ces actions pouvaient être considérées comme de la piraterie. Cochrane les justifiait en arguant de la nécessité de payer ses hommes et de trouver de l'argent pour le trésor chilien. Les Chiliens furent enchantés. Cochrane trouva cependant que le butin était maigre. Il réussit à faire passer sa solde à 2 000 £,,.

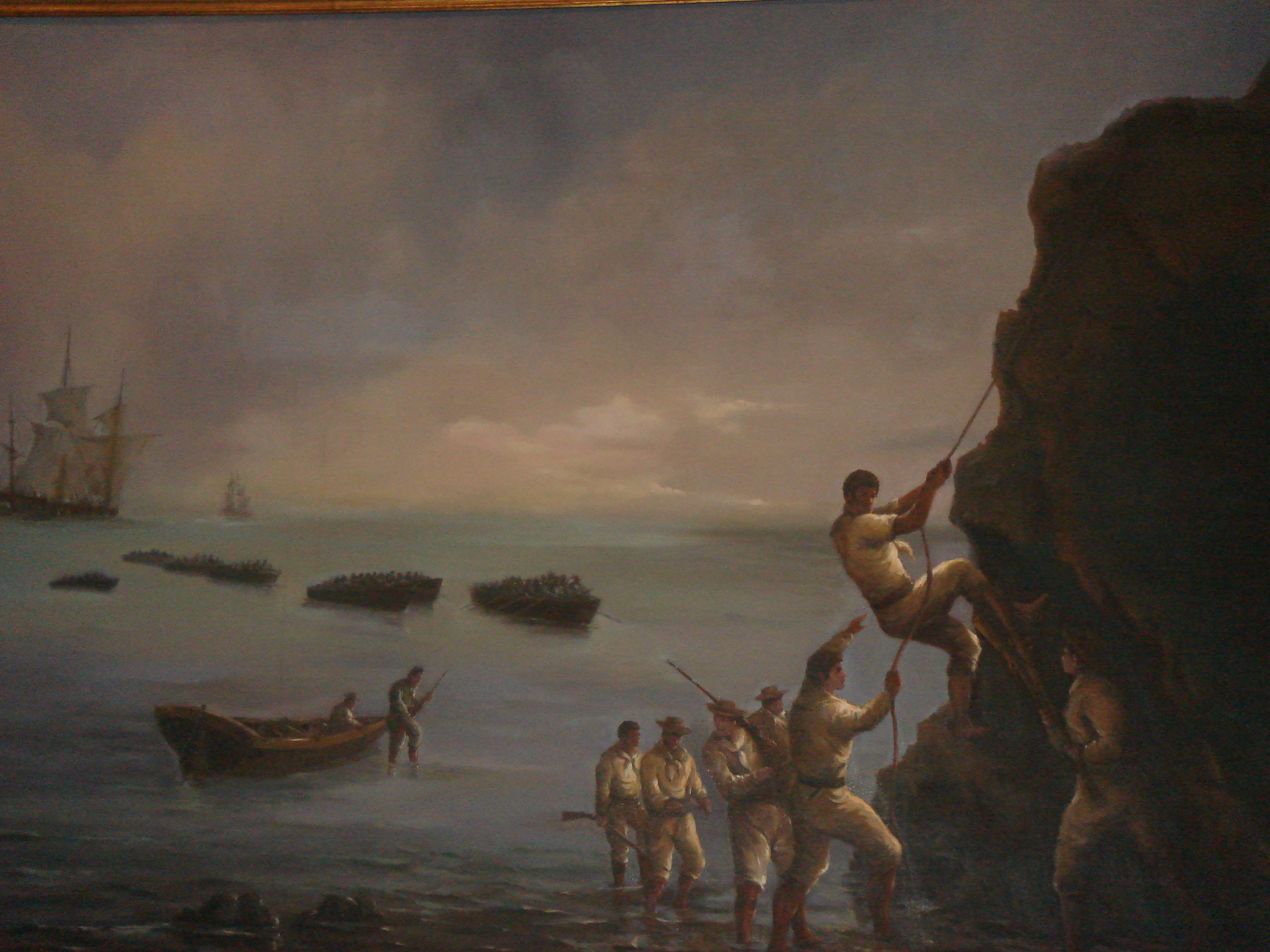
L'attaque de Valdivia (février 1820).

Après une nouvelle tentative manquée sur Callao début octobre 1819, avec le militaire français Jorge Beauchef, Thomas Cochrane s'attaqua à Valdivia. Arrivé le 18 janvier, arborant un pavillon espagnol pour ne pas éveiller les soupçons, il fit une reconnaissance de la baie puis captura trois jours plus tard le brick amenant la solde de la garnison pour un butin de 40 000 $. Dans la nuit du 3 au 4 février 1820, il débarqua avec un commando de 250 hommes et prit d'assaut les forts de la ville, considérés comme les plus puissants du continent. Il employa une tactique similaire à celle d'Henry Morgan lorsqu'il captura Portobelo en 1668. La garnison, forte de 2 000 hommes, résista d'abord mais paniqua à l'arrivée de la O'Higgins et s'enfuit, laissant derrière elle une centaine de morts tandis que Cochrane ne perdit que sept hommes. Le raid s'empara de cent-vingt-huit canons et 10 000 boulets, cinquante tonnes de poudre et 170 000 cartouches. Le gouvernement chilien en apprenant la nouvelle de la prise de la ville considéra que Cochrane et ses hommes avaient bien mérité de la patrie. Tous reçurent une médaille. La solde de Cochrane fut à nouveau doublée et une propriété de 8 000 hectares lui fut offerte,,.
De retour à Valparaíso, il se heurta, comme lorsqu'il servait dans la Navy, à la jalousie des politiques. Il se persuada aussi rapidement que certains, comme José Ignacio Zenteno, lui en voulaient personnellement. Il crut aussi que le capitaine Martin Guisse était son ennemi. Il le fit arrêter en juillet 1819, mais ne réussit pas à le faire passer en cour martiale. De plus, comme cela avait été le cas régulièrement en Grande-Bretagne, les parts de prise de la capture de Valdivia ne lui furent pas entièrement reconnues. Enfin, les soldes de ses équipages n'avaient pas été versées et ils commençaient à déserter. Il menaça donc de démissionner mais il finit par rester quand on lui promit que lui et ses marins seraient à l'avenir mieux traités,,.

#### Pérou

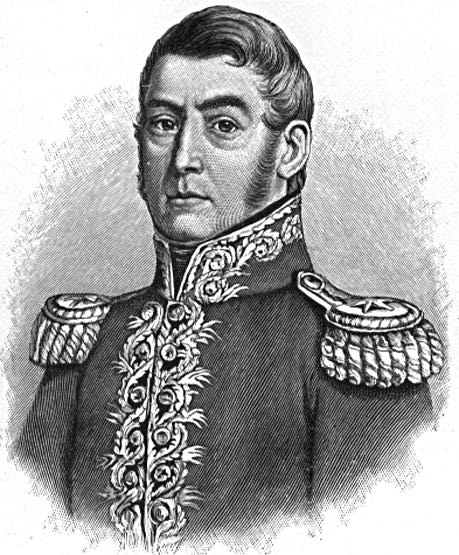
José de San Martín.

Le 20 août 1820, Thomas Cochrane commanda l'escadre de vingt-cinq navires qui transportèrent à Pisco les 4 200 hommes, 800 chevaux, canons, munitions et provisions de l'expédition qui partit du Chili pour libérer le Pérou sous le commandement de José de San Martín. Des dissensions apparurent très vite entre Cochrane et San Martín. Le premier était favorable à une attaque frontale et rapide, persuadé depuis Valdivia de la faiblesse espagnole. Le second désirait une victoire des troupes terrestres qui ne devraient rien à personne d'autre qu'elles-mêmes, assurant ainsi une totale indépendance du Pérou. Il pensait aussi que les Espagnols étaient trop forts pour être affrontés. Il préférait soulever la population pour s'en faire une alliée décisive. Aussi, les troupes restèrent six semaines à Pisco avant de rembarquer fin octobre pour Ancón. Impatient, Cochrane décida d'attaquer de son côté sans consulter San Martín. Il résolut de s'emparer de la frégate espagnole Esmeralda, le plus puissant navire de guerre en Amérique latine alors. Elle était ancrée dans le port de Callao, protégée par les canons des forts,,.
Dans la nuit du 5 novembre, Cochrane avec trois de ses navires réussit à entrer dans le port de Callao sans se faire repérer. L'amiral et ses hommes montèrent à bord de l’Esmeralda. Dans le combat qui suivit, l'équipage espagnol fut vaincu, non sans avoir infligé de lourdes pertes aux « Chiliens » : onze morts et trente blessés dont Cochrane, sérieusement touché à la cuisse ainsi qu'à côté de la colonne vertébrale (il devait souffrir de cette blessure tout le reste de sa vie). Dès le début du combat, l'alarme fut donnée. Les canons des forts se mirent à tirer sur la frégate, sans chercher à savoir s'ils tiraient sur un navire encore espagnol ou déjà « chilien », tuant d'ailleurs le capitaine espagnol. Cochrane remarqua alors que les navires « neutres » dans le port avaient une configuration précise de lampes dans leurs gréements. Il ordonna qu'il fût copié sur l'Esmeralda. Il réussit donc à capturer la frégate, sans qu'elle subît trop de dommages. Cependant, il ne put, à cause de sa blessure, mener à bien la seconde partie de la mission qu'il s'était fixée : détruire le reste des navires et installations espagnols dans le port,,.
Pendant l'absence de son époux, Katherine Cochrane fut à deux reprises (mars 1820 et janvier 1821) attaquée par des loyalistes espagnols qui cherchaient à atteindre Thomas Cochrane à travers elle. Les déplacements et les dangers eurent raison du troisième enfant du couple, Elizabeth Katherine, qui décéda d'une fièvre à moins d'un an. Embarquée à bord de la O' Higgins, l'épouse de Cochrane ne fut pas plus en sécurité. Finalement, en mars 1821, il fut décidé qu'elle rentrerait en Europe à bord du navire qui ramenait aussi la femme du vice-roi espagnol du Pérou,.

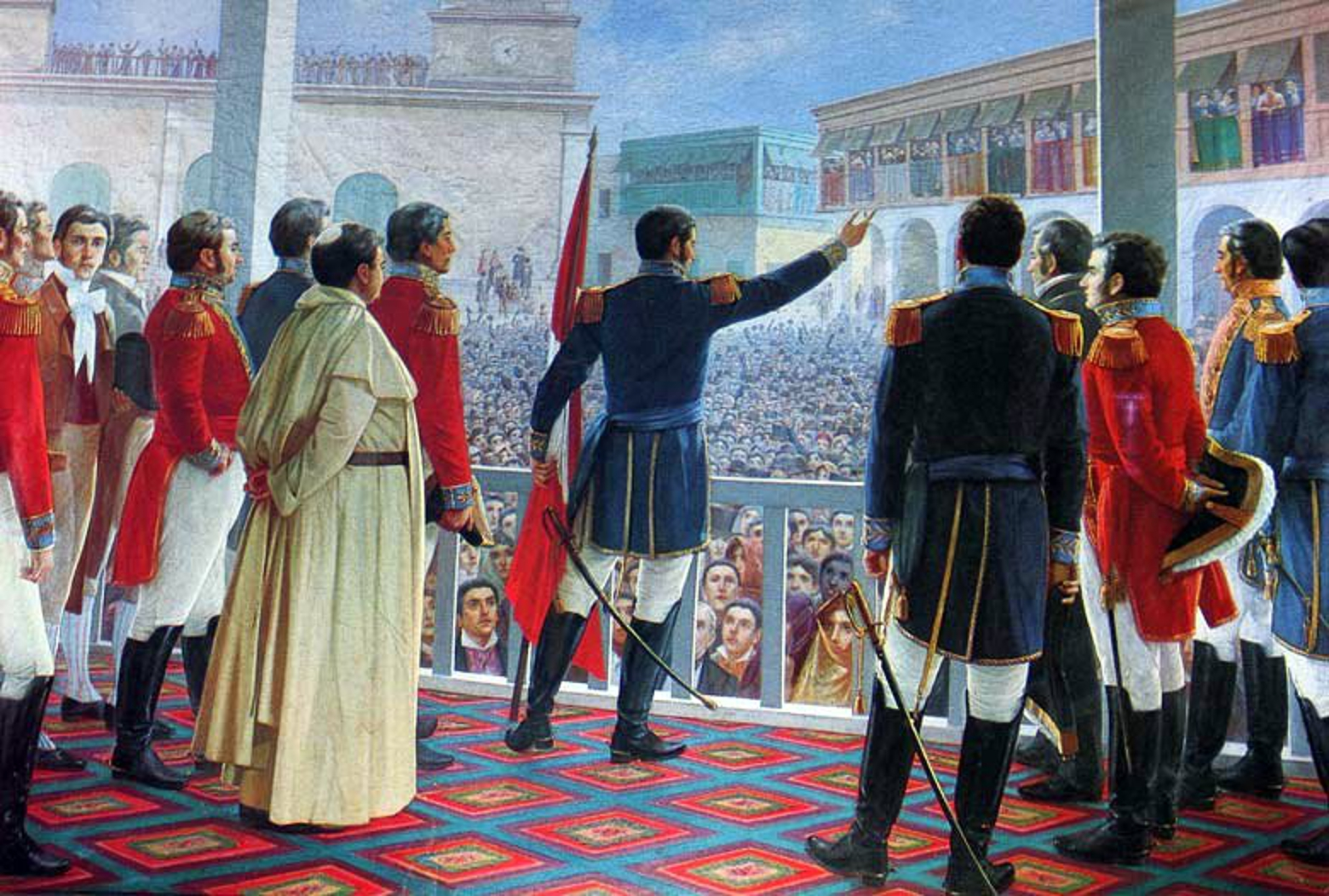
Proclamation de l'indépendance du Pérou.

Les troupes espagnoles en Amérique latine furent réduites à une quasi-impuissance à la suite de cette action : elles ne pouvaient plus recevoir de renforts ou opérer le long des côtes. Thomas Cochrane obtint de San Martín six cents hommes avec lesquels il recommença, en 1821, une campagne de guerre de côtes. Ses actions aidèrent à la victoire finale et la proclamation de l'indépendance le 28 juillet 1821. San Martín se proclama « Protecteur du Pérou ». Il exigea que Cochrane et ses hommes prêtent serment d'allégeance à la nouvelle République s'ils voulaient toucher leurs parts de prise. Cochrane refusa et quitta le Pérou. En partant, il s'empara du trésor de guerre (283 000 $) de San Martín avec lequel il paya ses hommes et répara sa flotte. En juin 1822, il fut accueilli à Valparaíso en héros par la population et avec de plus en plus de méfiance de la part du gouvernement. Son image commençait aussi à changer en Grande-Bretagne. Le Times se faisait l'écho (exagéré) de ses « exploits » et de sa popularité. Ce fut à ce moment-là qu'il rencontra Maria Graham, la très belle veuve d'un officier de marine britannique avec qui Cochrane avait servi, Thomas Graham, qui venait de mourir en passant le Cap Horn. Maria Graham allait être une amie très proche de Cochrane au cours des mois qui suivirent,,.
En octobre, San Martín fut à son tour accueilli en héros au Chili, malgré les réserves que Cochrane émit à haute voix, rappelant que les soldes de ses marins n'avaient toujours pas été payées. Il estimait les sommes dues à 420 000 $. Par ailleurs, il ne faisait rien pour alléger l'atmosphère. Au printemps 1821, il avait enfin réussi à déférer le capitaine Guisse en cour martiale entraînant sa démission et celle d'une demi-douzaine d'autres officiers. Il décida de s'installer sur les terres qu'il possédait au Chili et d'y faire de l'élevage. Cependant, la guerre civile menaçant au Chili et Cochrane ne voulait pas y être mêlé. De plus, le Chili, indépendant, décida qu'il n'avait plus besoin de marine et commença à licencier les officiers. Enfin, la maison de Cochrane, comme celle de Maria Graham, fut détruite, comme la majorité des bâtiments du pays, dans la série de grands tremblements de terre de novembre 1822. À la fin du mois, il demanda son congé et quitta le pays, accompagné de Maria Graham, mi-janvier 1823. Il venait d'être approché par le Brésil qui lui proposait le commandement de sa marine,,.

#### Brésil

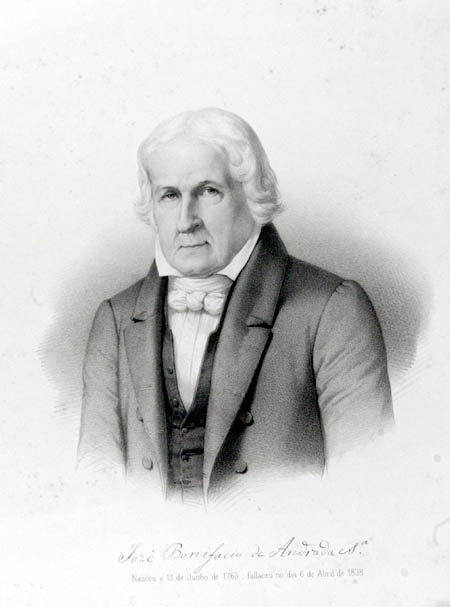
José Bonifácio de Andrada e Silva.

La renommée de Thomas Cochrane était alors telle que divers pays engagés dans la lutte pour leur indépendance l'avaient déjà contacté : le Mexique, la Grèce et le Brésil. Le Premier ministre brésilien José Bonifácio de Andrada e Silva avait fait confisquer les navires de guerre portugais qui se trouvaient dans le port de Rio de Janeiro : un vaisseau de ligne de soixante-quatre canons, le Pedro Primeiro, trois frégates, deux corvettes, trois bricks et quelques goélettes, le tout dans un assez mauvais état. Les équipages avaient été recrutés, comme pour le Chili, parmi des marins britanniques et américains. En novembre 1822, bien que, semble-t-il, Cochrane préférât la Grèce, il avait accepté la proposition brésilienne. Il arriva à Rio de Janeiro le 13 mars 1823. Il commença immédiatement les négociations financières. Il était en position de force et il en profita. Il exigea de l'empereur Pierre Ier d'être nommé Premier Amiral. Cette fonction n'existait pas, mais comme le Brésil avait déjà deux amiraux, Cochrane était ainsi placé au-dessus d'eux. Il refusa la solde proposée et exigea d'être payé autant qu'au Chili. Le Brésil accepta donc de lui verser 17 960 $ par an. Cette somme correspondait en réalité à trois fois sa solde chilienne et était plus élevée que la solde de n'importe quel amiral britannique. Diverses interprétations ont été avancées pour expliquer l'attitude de Cochrane : l'appât du gain ou le sentiment de sa propre valeur en tant que mercenaire,,.

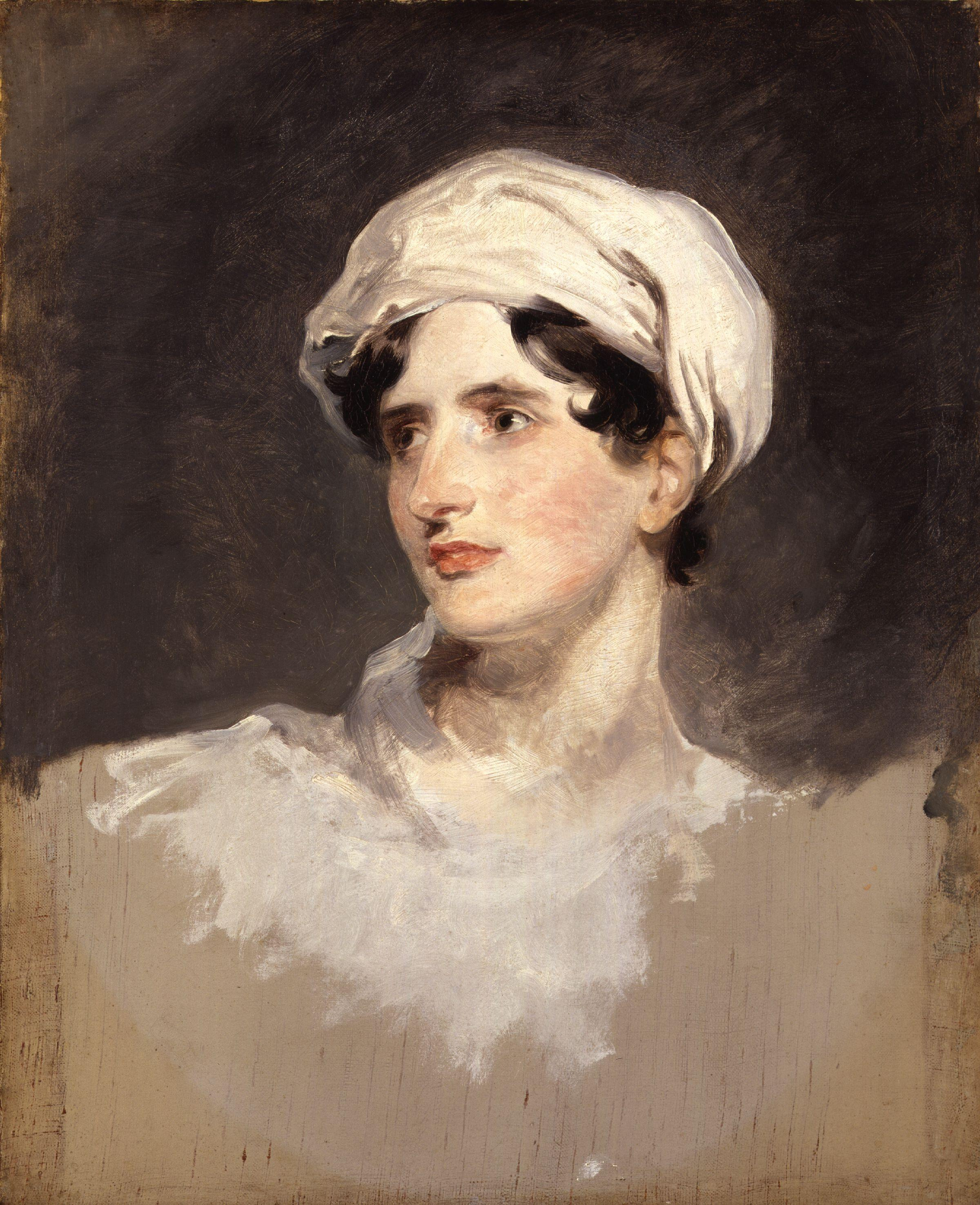
Portrait de Maria Graham par Sir Thomas Lawrence (1819).

Thomas Cochrane appareilla dès le 1er avril 1823, avec une escadre de cinq navires pour une expédition de sept mois, laissant sur le quai une Maria Graham éplorée. À la bataille du 4 mai, il rencontra une flotte portugaise de treize navires (dont cinq frégates et un vaisseau de ligne de 74 canons). Il attaqua de front, passa à travers la ligne ennemie sans faire de dégâts mais le reste de son escadre refusa de suivre son exemple. Il battit en retraite. Il semblerait que les derniers marins portugais de la flotte brésilienne n'aient pas été fiables. Cochrane décida alors de se contenter de trois navires sur lesquels il rassembla les meilleurs hommes. Son objectif était Salvador, déjà assiégée par la terre depuis plus d'un an. Le blocus maritime commença mi-mai et affama la ville. Une attaque manquée dans la nuit du 12 juin poussa la population locale à demander le départ des troupes portugaises qui embarquèrent le 2 juillet sur dix-sept navires de guerre et 75 transports. Immédiatement, les troupes brésiliennes « libérèrent » la ville. Quant à Cochrane, il multiplia les attaques rapides sur le convoi, jusqu'à son entrée dans le Tage. Son navire attaquait de nuit les navires de guerre et le reste de son escadre se concentrait sur les transports. En une semaine, seize vaisseaux furent capturés,.
Le 26 juillet, Thomas Cochrane entra avec son Pedro Primeiro dans le port de São Luís. Arborant le pavillon portugais, il ne rencontra aucune opposition. Une fois en position, il se fit reconnaître et annonça qu'il était l'avant-garde de la flotte venue libérer le Maranhão. Il demanda et obtint la reddition des troupes portugaises. Deux jours plus tard, elles avaient embarqué pour rentrer au Portugal. Thomas Cochrane entreprit alors de littéralement piller la ville : trésor, navires, armes, canons et poudre furent confisqués ainsi surtout que tous les biens des Portugais, considérés comme des ennemis. La nouvelle administration brésilienne protesta, il accepta donc de laisser de l'argent pour payer les soldats. Le 11 août, un brick envoyé à Belém par Cochrane demanda et obtint, comme à São Luís la reddition des troupes portugaises. Le Pará fut ainsi lui aussi rattaché au Brésil, sans effusion de sang,.
Lors d'une escale à Rio le 13 juin 1823, alors qu'elle allait rejoindre son époux à Valparaíso, Lady Cochrane apprit qu'il était au service du Brésil. Elle s'installa donc dans ce qui était alors la capitale brésilienne pour l'attendre, en compagnie de Maria Graham qui, dans son journal, parle d'elle en ces termes : « ma mignonne petite compatriote ». Il revint le 9 novembre et fut accueilli triomphalement. L'empereur le fit Marquis de Maranhão, Grand-croix de l'Ordre de la Croix du Sud et membre du conseil privé. Trois semaines avant l'arrivée de Cochrane, Maria Graham, à qui on venait de proposer le poste de gouvernante des enfants du couple impérial, préféra rentrer en Grande-Bretagne où elle passa plusieurs mois avant de revenir au Brésil prendre son poste, après que Lady Cochrane fut repartie de son côté. Cela lui permit d'avertir Cochrane des dangers politiques qui le menaçaient,.

Les armes de marquis de Maranhão de Cochrane.

Quelques jours à peine après son retour, Thomas Cochrane se retrouva dans les difficultés politiques qu'il avait déjà connues ailleurs. Les instances gouvernementales se divisèrent entre ceux qui voulaient se réconcilier avec le Portugal et ceux qui le refusaient. De plus, à nouveau, une des deux principales obsessions de Cochrane, les parts de prise, lui firent des ennemis. Il réclamait sa part (un huitième) des 252 000 £ mais les partisans de la réconciliation désiraient rendre ces biens aux Portugais. Cochrane passa alors son temps à essayer de faire valoir « ses » droits et à imaginer des ennemis agissant dans l'ombre contre lui. En mai 1824, Cochrane et ses officiers se virent reprocher de n'avoir pas obéi correctement à leurs ordres et leurs biens commencèrent à être confisqués. La rébellion du Pernambouc résolut un temps le conflit. En août, le gouvernement dut à nouveau faire appel à la marine de Cochrane. Il en profita pour ramener l'ordre dans le Maranhão au bord de la guerre civile afin de se faire payer ses parts de prise. Finalement, en janvier 1825, il finit par renoncer. Une lettre de Maria Graham lui apprit que le gouvernement envisageait de licencier tous les officiers étrangers. Il envoya sa démission qui fut refusée. Il prit la mer avec son nouveau navire amiral, la frégate Piranga. Il la trouva si bonne, surtout par gros temps, qu'il l'emmena jusqu'au Spithead où il arriva le 26 juin,,.
Son entrée dans le port de Portsmouth fut grandiose. Il arbora le drapeau brésilien et son propre pavillon d'amiral brésilien. Il salua l'amiral commandant Portsmouth de quinze coups de canons et les forts de la ville lui rendirent son salut de quinze coups de canons. Ce fut la première fois qu'un pays européen saluait (et donc reconnaissait) le Brésil indépendant. Ce fut aussi une reconnaissance officielle du rang d'amiral de Cochrane. Sir George Martin, l'amiral commandant Portsmouth se fit admonester par l'Amirauté trois jours plus tard pour des raisons de relations internationales, mais aussi parce que Cochrane était recherché par la justice britannique. Ses nombreuses attaques de navires britanniques lui étaient reprochées, ainsi que le fait qu'il fût en infraction avec le Foreign Enlistment Act de 1819. Celui-ci, dont il était en partie la cause, avait interdit à tout sujet britannique de s'enrôler dans une armée étrangère. Une foule compacte sur les quais acclama Cochrane lorsqu'il débarqua. Les officiers de marine se précipitèrent pour lui rendre visite. Dans les mois suivants, le chargé d'affaires brésilien à Londres refusa de financer le ravitaillement du navire. En réponse, Thomas Cochrane, qui s'était installé dans le manoir familial en Écosse, refusa de reprendre la mer. Il venait d'être contacté par le comité philhellène de Londres. Finalement, lorsque la paix entre Portugal et Brésil fut signée le 3 novembre 1825, il démissionna de son poste d'amiral du Brésil. D'autres sources disent qu'il aurait plutôt été démis de ses fonctions puisqu'il ne reprenait pas son poste,,,.

### Guerre d'indépendance grecque

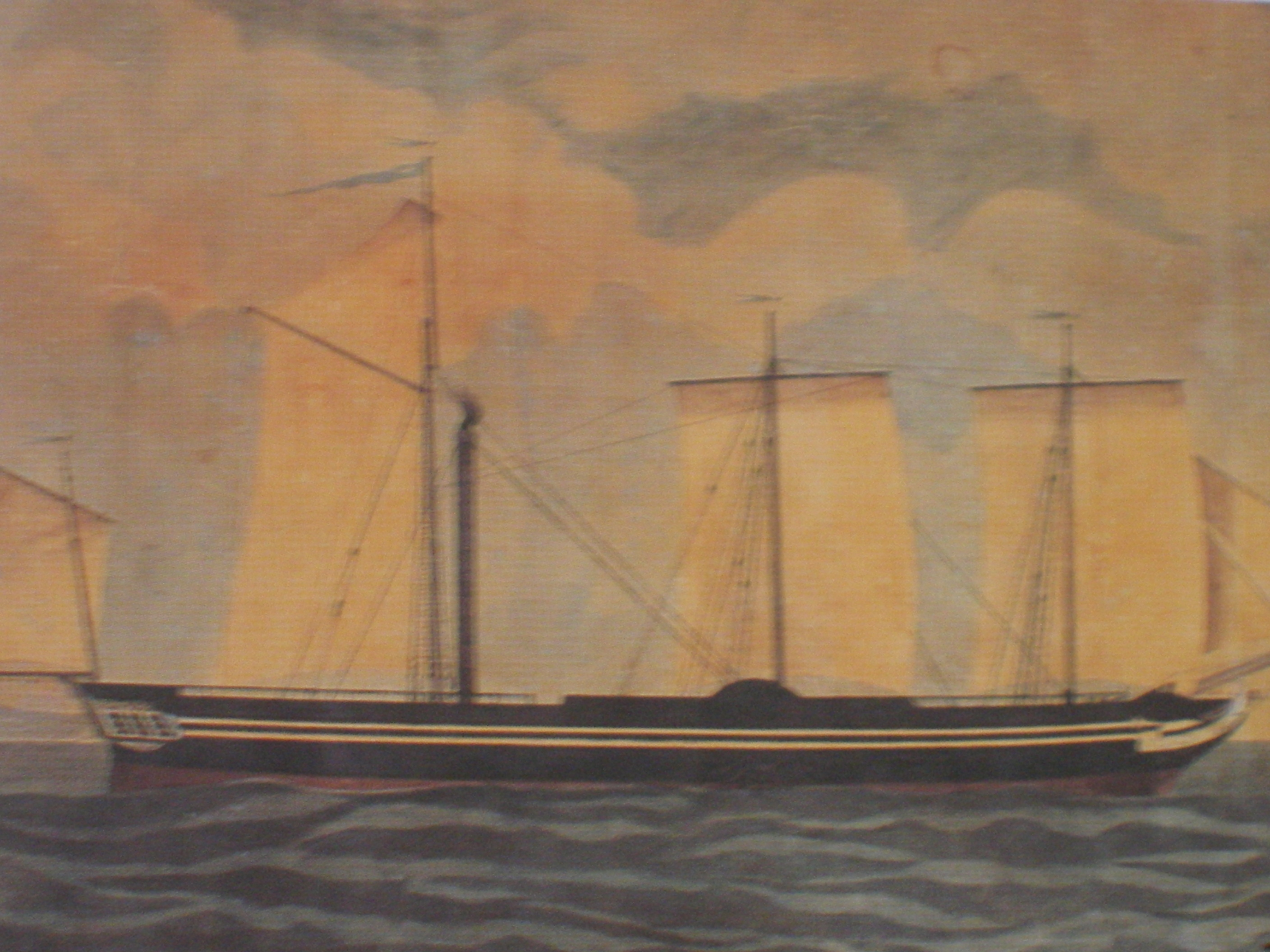
La Kartería, premier navire de guerre à vapeur de Méditerranée.
(Archives historiques Hydra).

Dès son retour en Grande-Bretagne, Thomas Cochrane fut contacté par Frank Abney Hastings qui était revenu quant à lui de Grèce pour négocier l'achat de navires à vapeur. Hastings souhaitait que Cochrane le rejoignît pour lutter pour la cause grecque. L'idée relativement nouvelle d'utiliser des vapeurs plut à Cochrane. Par ailleurs, en septembre 1825, une délégation grecque menée par Dimítrios Miaoúlis avait remis au gouvernement britannique un « Acte de Soumission » par lequel la Grèce se plaçait sous la protection du Royaume-Uni, sur le modèle des États-Unis des Îles Ioniennes. Cet « Acte de Soumission » aurait pour effet d'annuler pour Cochrane les conséquences du Foreign Enlistment Act de 1819. Malgré tout, l'opposition restait forte au gouvernement contre l'envoi de Cochrane en Grèce. Finalement, George Canning, le Premier ministre britannique et philhellène en triompha. Cochrane fut aussi contacté par le comité philhellène de Londres et principalement par Francis Burdett mais aussi John Cam Hobhouse, John Bowring et Joseph Hume. Il posa cependant un certain nombre de conditions afin d'éviter d'avoir à souffrir des mêmes difficultés que celles qu'il avait rencontrées en Amérique latine. Le 17 août 1825, il signa avec le comité un contrat écrit fixant les modalités de son engagement. Il exigea d'être le seul et unique maître à bord de la marine grecque. Il demanda à être payé d'avance. Il exigea enfin six navires de guerre à vapeur de fabrication britannique (dont la Karteria) et deux frégates de fabrication américaine, avec des équipages britanniques et américains. Les délais servaient Cochrane dont la valeur augmentait à mesure que le temps passait. Il fit donc lui aussi traîner les choses. Le comité philhellène de Londres finit par débloquer la quasi-totalité de ses fonds pour le satisfaire, soit 150 000 £ en tout dont 57 000 £ rien que pour Cochrane (37 000 £ d'avance et 20 000 £ à l'indépendance grecque), le reste allant aux commandes de navires,,,,.
Les désirs de Cochrane avaient des conséquences financières importantes. Malgré les problèmes rencontrés, il continua cependant à exiger qu'ils soient réalisés, blâmant l'incapacité du comité philhellène et de ses membres. Les travaux de construction des navires, prévus au départ pour durer quelques mois, s'avérèrent en effet catastrophiques : les chaudières furent commandées auprès de la firme Galloway (en contrat par ailleurs avec le gouvernement égyptien, en guerre contre les Grecs), alors que celle-ci s'était déjà montrée défaillante et avait accumulé les retards dans le chantier de la Karteria ; selon le désir de Cochrane, des essais furent effectués avec des chaudières à haute pression, entraînant des retards. Des cinq nouveaux navires commandés à Londres, seuls deux furent finalement lancés. Les choses se passèrent aussi mal de l'autre côté de l'Atlantique : à la suite de malversations, il fallut finalement vendre une des deux frégates en vue de financer la construction de l'autre, qui arriva en Grèce en décembre 1826,,,.
Lui-même dut quitter l'Angleterre le 9 novembre 1825, devant les menaces de poursuite à son encontre pour avoir enfreint le Foreign Enlistment Act au Brésil ; il s'installa alors à Boulogne, puis déménagea fin décembre à Bruxelles, craignant d'être arrêté par le gouvernement français. Il quitta finalement les Pays-Bas le 8 mai 1826, à bord d'une goélette.
Après une dizaine de jours passés à Londres, il alla vainement attendre ses navires dans un port du sud de l'Irlande ; ayant eu vent du départ de la Kartería, qui arriva à Nauplie en septembre 1826, il quitta finalement l'Irlande le 12 juin pour la Méditerranée, ayant fixé un rendez-vous à Messine où il arriva le 12 juillet. Les navires promis n'arrivant toujours pas, il se dirigea en septembre vers Malte puis Marseille. Là, il acheta et arma, grâce à des fonds du comité philhellène de Genève, un brick de 18 canons, le Sauveur. Il séjourna dans cette ville en décembre 1826. Ne voyant toujours pas arriver le reste de la flotte, il quitta le port de Saint-Tropez le 23 février 1827 et arriva à Poros le 19 mars, avec ses deux navires, la goélette Unicorn et le Sauveur. De la flotte prévue, seules la Karteria et la frégate américaine, rebaptisée Hellas, étaient donc disponibles. Des cinq vapeurs restant, le premier arriva en septembre 1827 et le second en septembre 1828, les trois derniers restant à pourrir sur la Tamise. Une vingtaine de mois s'étaient déjà écoulés depuis qu'il avait accepté la proposition grecque.
Par ailleurs, si lui avait été payé d'avance, ce n'était pas le cas de ses marins grecs qui préféraient bien souvent se livrer à de la piraterie plus rémunératrice qu'à des actions militaires. En avril 1827, il fut nommé officiellement commandant en chef de la flotte grecque par l'Assemblée nationale de Trézène, tandis que Richard Church devenait commandant en chef des forces terrestres. L'idée des Grecs en nommant des commandants en chef étrangers était de transcender les oppositions de clans et de créer une unité nationale. D'ailleurs, les deux (futurs) commandants en chef refusèrent de débarquer tant que les membres de l'Assemblée ne siégeaient pas ensemble et ne s'accordaient pas,,,,,,.

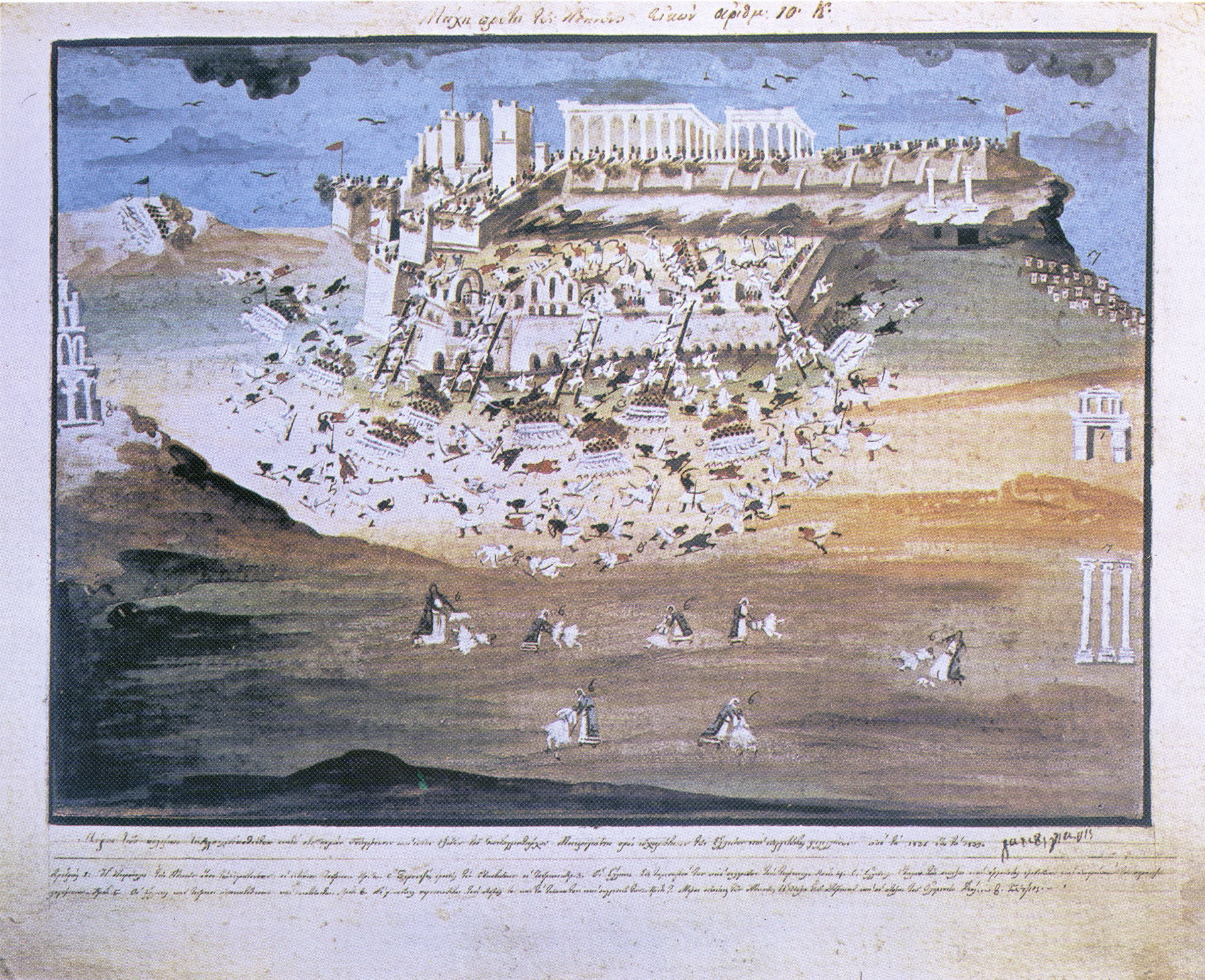
Combat pour l'Acropole d'Athènes.
Panagiotis Zografos pour Yánnis Makriyánnis.

Thomas Cochrane participa au désastre de la bataille de Phalère, dont ses détracteurs le rendirent en grande partie responsable. Dès son arrivée sur le sol grec, dans un discours lyrique, il annonça qu'il avait hâte de dîner sur l'Acropole d'Athènes, assiégée par les forces ottomanes depuis juin 1826 et définitivement coupée de toute possibilité de renforts depuis décembre de la même année. Cochrane promit aussi de faire très vite flotter le drapeau grec sur Sainte-Sophie et donc de libérer Constantinople. Il exigea donc que les forces grecques marchent directement sur l'Acropole, séparée de la tête du pont du Pirée par une rase campagne. La mort de Yeóryios Karaïskákis fit disparaître toute opposition au plan de Cochrane. Le débarquement des troupes dans la nuit du 5 au 6 mai 1827 se passa mal et la cavalerie de Rechid Mehmet Pacha les dispersa dès le matin, faisant au moins 1 500 morts. Les deux commandants, Church et Cochrane, furent blâmés pour être restés à bord des navires et pour la stratégie d'un assaut direct,,,,.
Il tenta au cours des mois suivant divers coup-de-main audacieux, mais finalement infructueux.
Ayant appris en mai qu'Ibrahim Pacha dirigeait des opérations depuis un petit navire au large de Glaréntza, il monta une expédition pour tenter de le capturer par surprise. Ayant embarqué sur son navire amiral, la toute neuve frégate de construction américaine Hellas, et seulement accompagné de la Karteria, il fut gêné par une tempête dans la mer ionienne et l'attaque prévue échoua le 22 mai ; il perdit le contact avec la Karteria qui dut rentrer à sa base, et ne captura les jours suivants qu'un navire de transport.
Le 6 juin, il fit sa jonction avec une petite flotte grecque (dont des brûlots), et attaqua, le 16, le port d'Alexandrie où Méhémet Ali assemblait une flotte qu'il devait envoyer en Grèce soutenir son fils Ibrahim Pacha. L'expédition fut un échec alors qu'il avait espéré renouveler ses exploits de Valdivia, Callao ou Salvador de Bahia : seuls deux des huit brûlots obéirent à l'ordre d'attaquer, détruisant un navire égyptien, et selon lui, seul Kanaris se montra courageux ; la flotte fut ensuite immobilisée par le manque de vent, et les navires grecs insuffisamment approvisionnés se dispersèrent les jours suivants sans engager la flotte égyptienne, l'équipage de son propre navire refusant lui-même le combat. Pendant les trois mois qui suivirent, il patrouilla avec l'Hellas, arraisonnant quelques navires mais échouant régulièrement dans ses opérations terrestres. Il n'eut par ailleurs rien à voir avec la grande bataille navale qui décida quasiment de l'issue du conflit, celle de Navarin du 20 octobre 1827, alors qu'il se trouvait à Poros. Il y préparait l'expédition de reconquête de Chios. Devant l'île, le 2 novembre, il reçut une lettre de l'amiral britannique Edward Codrington lui rappelant les termes du traité de Londres de 1827 obligeant les belligérants à l'armistice. Si la flotte grecque entreprenait une opération militaire, elle risquait le même sort que la flotte ottomane à Navarin. Cochrane était réduit à l'inaction, mais pas ses marins qui se remirent à la piraterie,,,,,.
En janvier 1828, il retourna en Grande-Bretagne surveiller l'avancement de la construction des navires commandés. Thomas Cochrane ne fut donc pas d'un grand secours à la Grèce insurgée. Il ne lui apporta que sa réputation et donc la crainte qu'il pouvait susciter chez ses adversaires. En échange, il ne retira pas autant qu'il l'espérait de la Grèce. Il ne fut jamais intégralement payé : son retour en Grande-Bretagne fut considéré comme une rupture de contrat. On lui demanda le remboursement de l'avance des 37 000 £, ce qu'il refusa, tout en lui annonçant qu'il ne toucherait jamais le complément de 20 000 £. Il fut aussi soupçonné d'avoir participé aux malversations financières autour du prêt britannique à la Grèce. Il y avait investi son avance et en avait tiré un bénéfice final de 100 000 £. Selon certaines sources, il aurait alors, dès février, démissionné de son commandement. Cependant, il revint trois mois en Grèce, de septembre à novembre ou décembre 1828 et aurait alors seulement, selon d'autres sources, démissionné, quelques jours avant Noël. Il se rendit compte qu'il n'était plus d'aucune utilité à la cause grecque et quitta définitivement le pays à bord d'un navire de guerre russe et rejoignit sa famille à Paris,,,,,.

### Retour en grâce

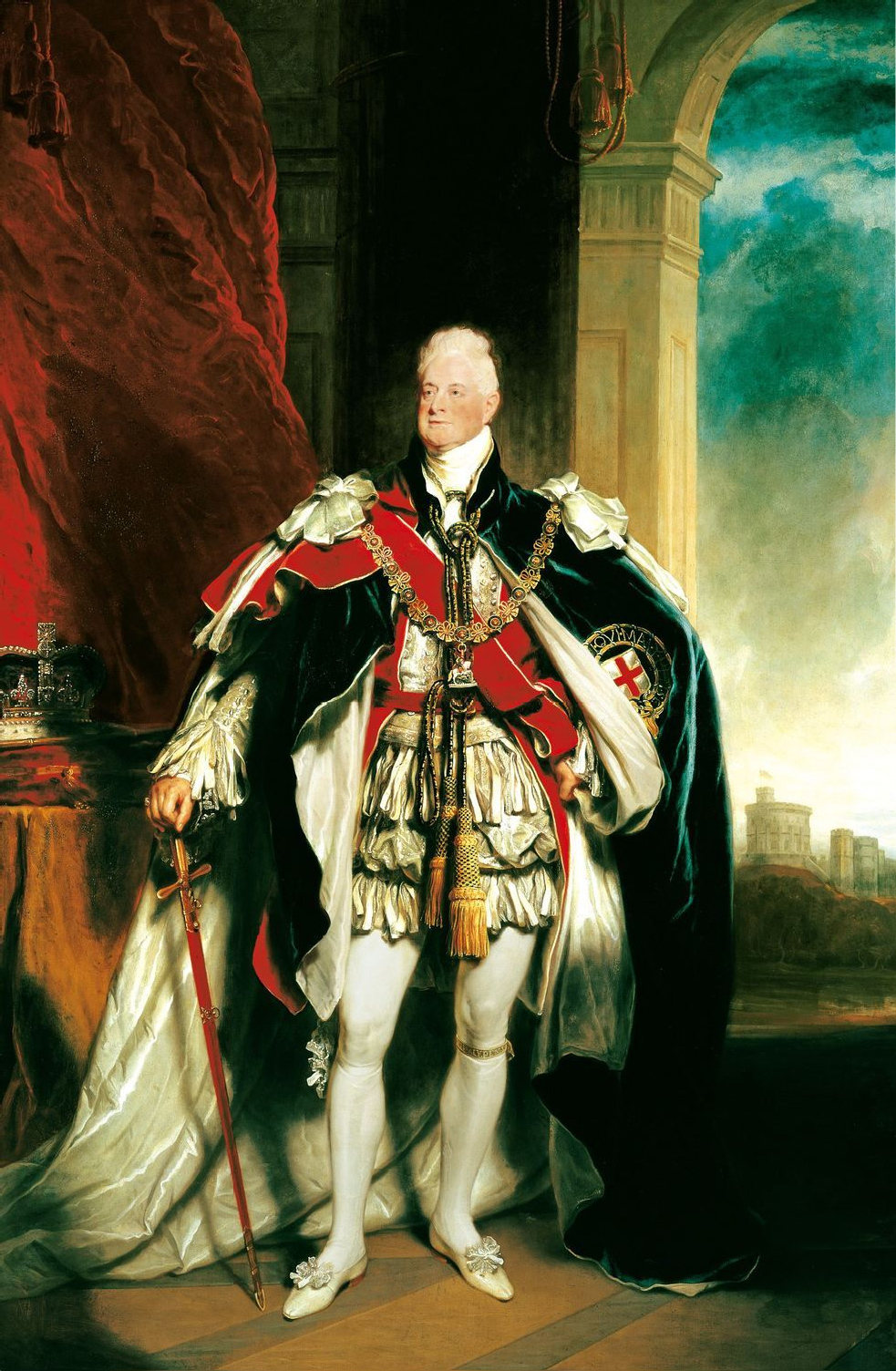
Le roi Guillaume IV en 1833.

Dès son premier retour de Grèce, en 1828, Thomas Cochrane chercha à se faire réhabiliter et à retrouver sa place dans la Royal Navy. Il prit contact en ce sens avec le duc de Clarence Guillaume, alors Lord High Admiral, mais, le gouvernement tory s'y opposa. En 1830, Guillaume devint roi et la majorité passa aux whigs. Cochrane présenta un mémoire plaidant sa cause. Les débats autour de la réforme électorale en retardèrent l'examen. La mort de son père en juillet 1831 et son accession au titre de comte nécessitaient cependant une décision. Le 2 mai 1832, Cochrane fut gracié par le souverain, mais sa condamnation ne fut pas annulée comme il le désirait. Il obtint aussi le grade dans la Navy qu'il aurait dû avoir s'il y avait continué sa carrière : il devint contre-amiral. Son ordre du Bain ne lui fut restitué qu'en 1847 par la reine Victoria. Il se retrouvait dans une situation ambiguë, qui servait les intérêts de l'Amirauté : il restait coupable, mais était pardonné. La Navy pouvait alors se contenter de l'utiliser quand ses capacités et sa réputation étaient vraiment nécessaires, c'est-à-dire en temps de guerre, mais pouvait, en raison de son passé « criminel », se passer de lui en temps de paix,,.
Thomas Cochrane avait succédé à son père au titre de comte de Dundonald. Il prit aussi la suite de celui-ci dans les recherches scientifiques. Marc Brunel rencontrait des difficultés pour creuser un tunnel sous la Tamise au début des années 1830. Cochrane inventa une pompe à air comprimé qui facilita les travaux. Les deux hommes correspondirent longuement, principalement autour de l'utilisation de la vapeur. Cochrane s'intéressait surtout à l'amélioration de la marine de guerre à vapeur. Il proposa une machine rotative, plutôt qu'à piston. La compagnie Liverpool and Manchester Railway lui prêta même la Rocket en 1834 pour ses expériences avec le moteur rotatif, sans succès. Pour le navire expérimental HMS Janus lancé en 1848, il proposa une nouvelle forme de coque, une nouvelle chaudière et une nouvelle propulsion rotative. Le navire fut un semi-échec, mais cela ne dérangea pas la Navy malgré les sommes qu'elle avait engagées. Pendant que Cochrane se passionnait pour ce genre de choses, il posait moins de problèmes,,.
À la fin des années 1830, Lord et Lady Cochrane se séparèrent définitivement. Elle partit s'installer à Boulogne-sur-Mer puis Paris, apparemment principalement exaspérée par l'obsession de son époux pour les machines à vapeur qui était un gouffre financier. Elle aurait aussi un temps espéré reprendre sa liaison avec Lord Auckland, alors gouverneur de l'Inde. Le fils aîné, Thomas, posait lui aussi de graves problèmes financiers. Son père accepta de payer ses dettes et l'envoya en poste à Hong Kong. Il se réforma au début des années 1850, épousa une héritière et devint membre du Parlement pour la circonscription « appartenant » au clan écossais de son épouse, les Mackinnon. Le second fils, Horatio, était quant à lui criblé de dettes de jeu. Il avait dû quitter l'armée et vivait sous un nom d'emprunt pour échapper à ses créanciers. Son père le déclara irrémédiablement perdu dans les années 1850, tout comme leur sœur, Katherine Elizabeth. Celle-ci, après avoir fait en 1840 ce que la famille considéra comme un « mauvais mariage », s'enfuit quelques années plus tard avec son amant en France puis, dans les années 1850, partit pour Florence où elle vivait, d'après son père, en compagnie de nombreux jeunes gens. En revanche, il était très fier de ses fils Arthur et Ernest ainsi que de leurs carrières dans l'armée et la marine,.

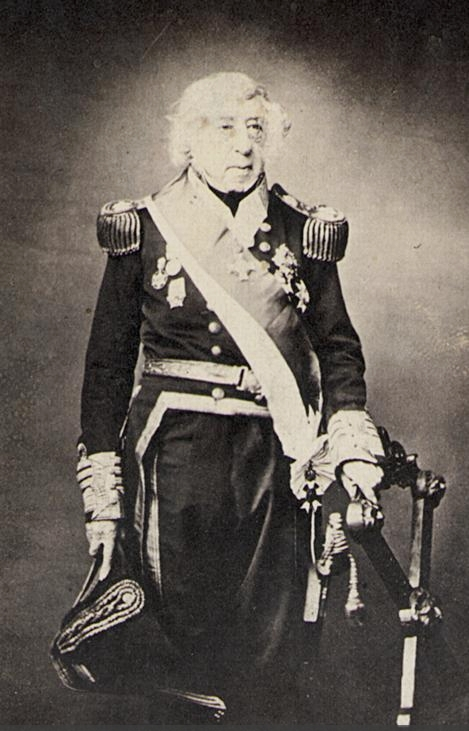
Lord Cochrane, dans les années 1850.

Lorsque, après une alternance politique, les whigs revinrent au pouvoir, Lord Auckland, devenu First Lord of the Admiralty offrit à Thomas Cochrane un commandement en mer en 1848. Il commanda une escadre dans les Antilles. L'idée d'Auckland était qu'il pût garder un minimum d'expérience de commandement en temps de paix, puisqu'on envisageait de l'utiliser en temps de guerre. Il resta trois ans à son poste qu'il utilisa surtout à évaluer les capacités économiques de la région. Sur Trinidad, il découvrit l'asphalte qu'il ramena en Grande-Bretagne et suggéra d'utiliser pour recouvrir les rues de Westminster. Il retrouvait là aussi un intérêt paternel pour le goudron ainsi qu'un défaut paternel : avoir des idées innovantes trop tôt,,,.
Le 21 mars 1851, Thomas Cochrane fut promu au grade d'amiral puis le 23 octobre 1854 au grade honorifique de Contre-Amiral du Royaume-Uni. La même année, il fut élu « Elder Brother », un autre titre honorifique, de Trinity House. Il ne servit plus en mer. Cependant, pendant la guerre de Crimée, il proposa à nouveau son plan d'attaque chimique de ports ennemis. Il suggéra de l'utiliser contre Kronstadt et bien sûr Sébastopol. Un comité d'experts de la Navy, dirigé par Michael Faraday, rejeta le plan principalement car il donnait un rôle subalterne à la Navy. Lord Palmerston décida finalement de le mettre en application en 1855 à un moment où le siège de Sébastopol s'enlisait. La ville fut cependant prise avant l'attaque chimique,,,.
Pendant ses dernières années, Thomas Cochrane entreprit la rédaction de ses mémoires avec, comme objectifs, comme à chaque fois avec une autobiographie, de chanter ses propres louanges, mais aussi d'étayer ses réclamations financières auprès des divers gouvernements qu'il avait servis. S'il est crédité en tant qu'auteur, il fournit surtout le matériau brut et se fit aider pour la rédaction par un écrivain professionnel, George Butler Earp, qui utilisa aussi les lettres que l'Amiral avaient écrites ainsi que les autobiographies (ou biographies) des personnes qui l'avaient rencontré. Les différents pays qui lui devaient de l'argent finirent par transiger. Le Chili lui versa seulement 6 000 £, le Brésil 34 000 £,,.

### Décès, sépulture et succession

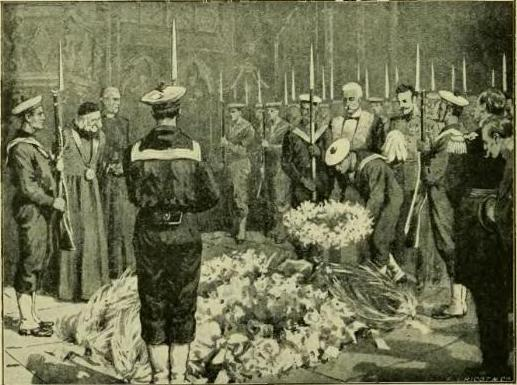
L'hommage du Brésil à Lord Cochrane.

La rédaction de ses mémoires fit remonter des souvenirs douloureux qui déprimèrent le vieil homme, âgé de quatre-vingt-quatre ans. On lui diagnostiqua en mars 1860 des calculs rénaux dont il fut opéré sous anesthésie. Il fut opéré à nouveau d'urgence fin octobre. Il ne se remit pas de cette opération. Il mourut à son domicile de Kensington, à Londres, le 31 octobre 1860. Il fut inhumé, parmi les autres grands hommes du Royaume-Uni, dans l'abbaye de Westminster, le 14 novembre suivant. Il fut observé que contrairement aux funérailles de Wellington en 1852, aucun membre du gouvernement ou de la famille royale n'assista à la cérémonie où il n'y eut pas non plus d'hommage militaire. Son épouse non plus n'assista pas à l'enterrement, prétextant sa mauvaise santé,,.
En 1878, une commission parlementaire accepta de verser à son fils Thomas Barnes Cochrane la somme de 5 000 £ en arriérés de solde (en fait, la moitié de la solde qu'il aurait dû toucher entre 1814 et 1832). La bataille juridique se poursuivit donc jusqu'au début du XXe siècle,.

## Thomas Cochrane dans la culture populaire
Après sa victoire lors de la bataille de l'île d'Aix, Cochrane fut fêté comme un héros. Il fut l'objet de chansons populaires célébrant son exploit. Un théâtre (l’Amphitheatre à Westminster) monta une pièce à « grand spectacle » représentant le combat de l’Imperieuse contre la flotte française à grand renfort d'effets spéciaux et d'explosions, avec une représentation tous les soirs pendant plusieurs semaines.
Les romans d'aventures maritimes de Frederick Marryat qui posèrent la forme de ce type de littérature parurent dès le début des années 1830. Ils s'inspirent de l'expérience de Marryat en mer, sous le commandement de Thomas Cochrane. Certains des personnages ont ce dernier pour modèle. Les récits de voyage publiés par Maria Graham étaient aussi de grands succès de librairie. Elle y présentait Cochrane comme un héros et un libérateur injustement traité par son pays. Ces ouvrages jouèrent un grand rôle dans la réhabilitation populaire de Cochrane,.
Thomas Cochrane est le modèle de deux marins de fiction : Horatio Hornblower, le personnage principal des romans de C. S. Forester et donc du film Capitaine sans peur et Jack Aubrey, le personnage principal des romans de Patrick O'Brian et donc du film Master and Commander : De l'autre côté du monde.